# Littérature norvégienne
Pour un article plus général, voir Littérature nordique.

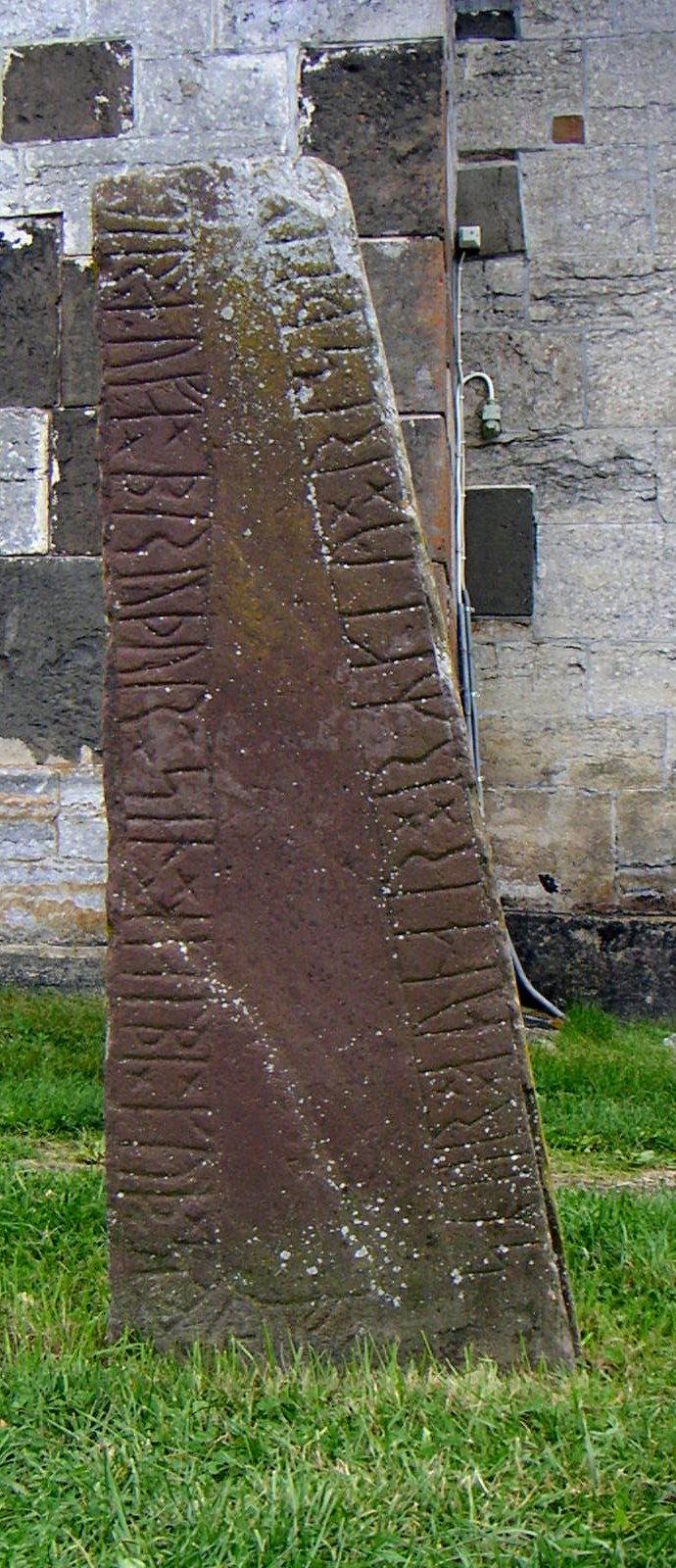
Pierre runique de Gran, comté d'Oppland, vers 1050.

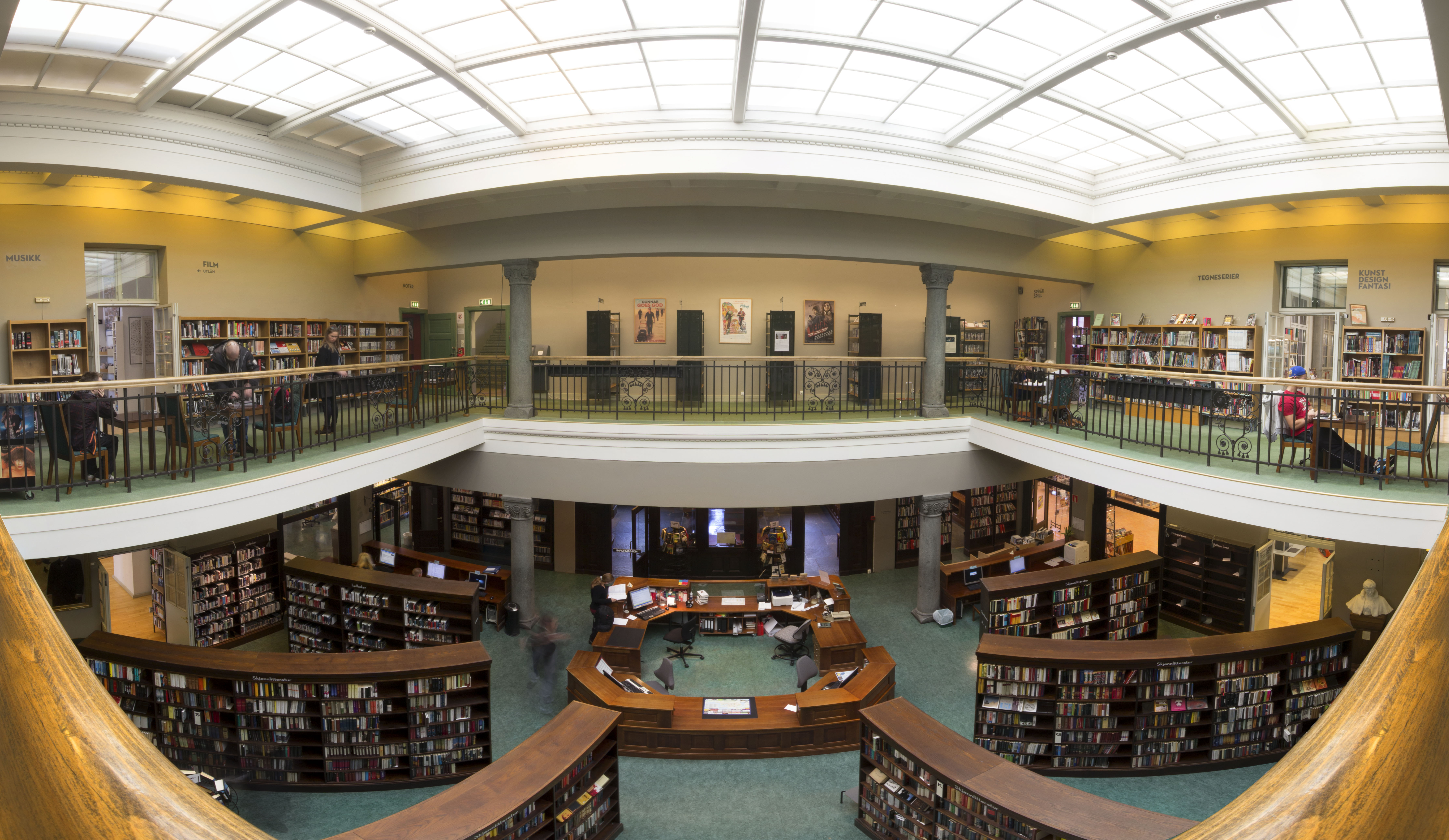
Hall central de la bibliothèque de Bergen

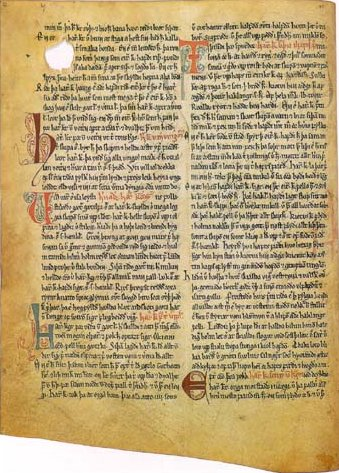
Une page de la Heimskringla

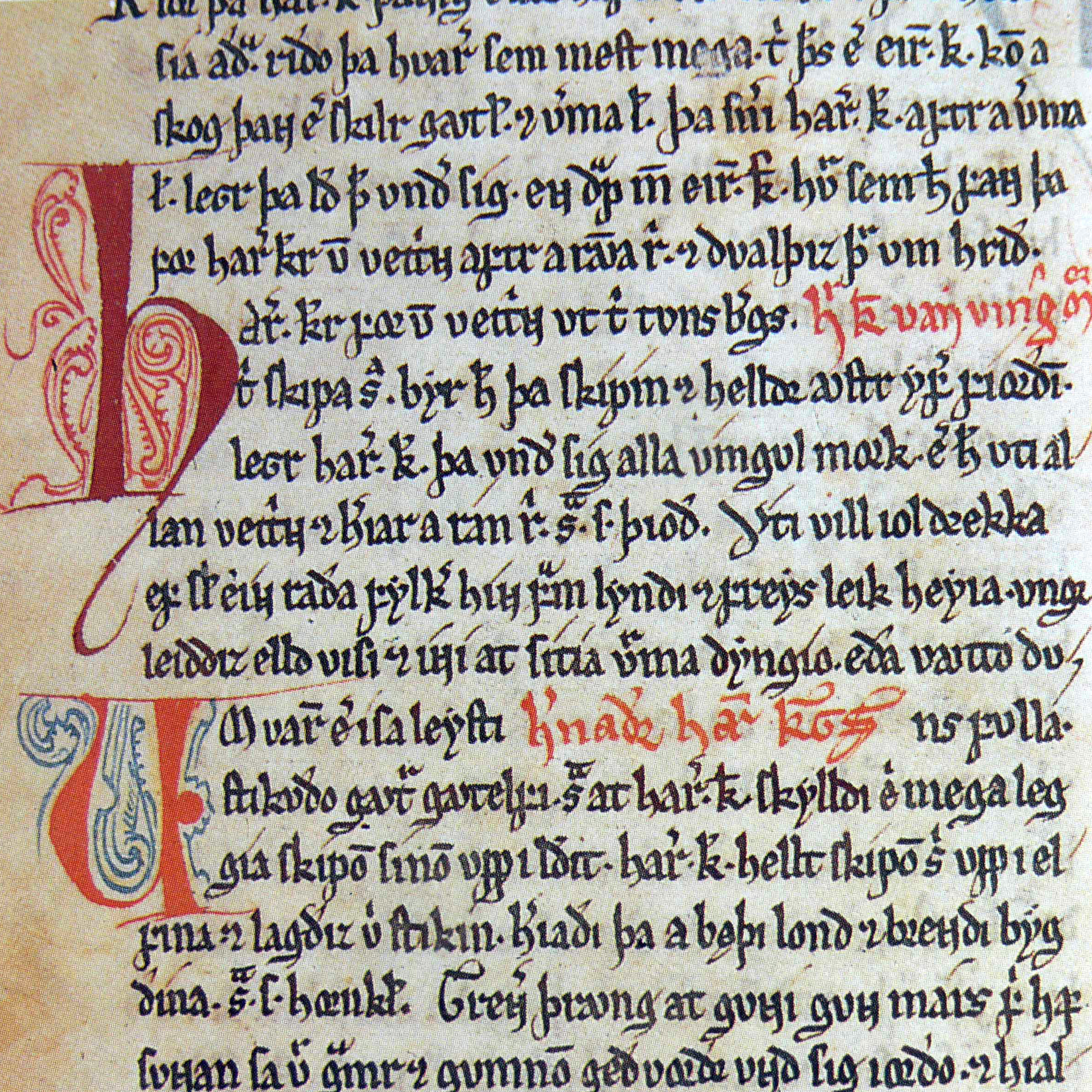
Extrait du Codex Frisianus (vers 1330)

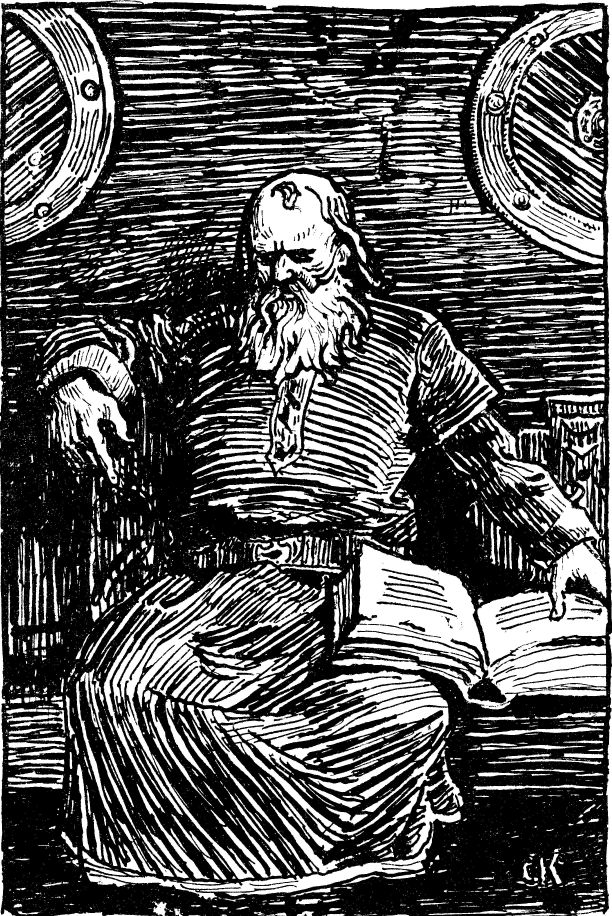
Snorri Sturluson par Christian Krohg

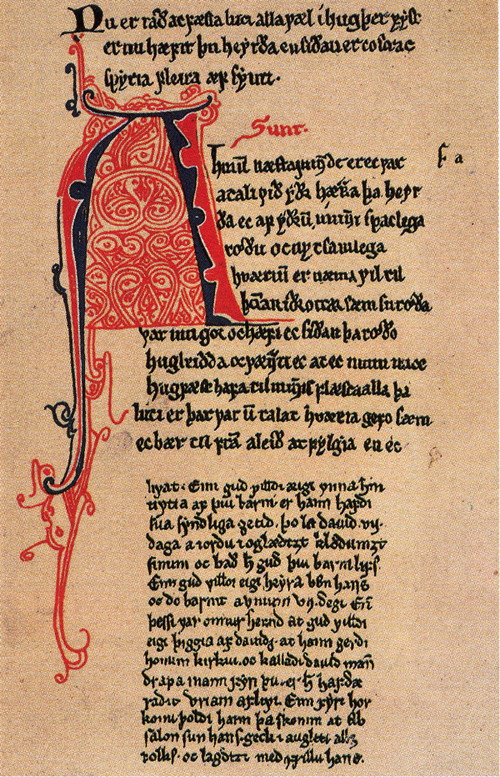
Le Miroir royal

La littérature norvégienne regroupe l'ensemble des œuvres littéraires de langue norvégienne. L'histoire de la littérature norvégienne commence avec l'Edda poétique et la poésie des scaldes des IXe siècle et Xe siècle avec des poètes tels que Bragi Boddason et Eyvindr skáldaspillir. L'implantation du christianisme vers l'an 1000 met la Norvège en contact avec l'enseignement médiéval européen, l'hagiographie et les écrits historiques. Cette combinaison avec la tradition orale locale et l'influence islandaise fleurit dans une période intensive de production littéraire à la fin du XIIe siècle et au début du XIIIe siècle. Parmi les œuvres majeures de cette période figurent l'Historia Norwegiæ, la Þiðrekssaga et Le Miroir royal.
L'époque allant du XIVe siècle au XVIIIe siècle est considérée comme une période creuse dans la littérature nationale, bien que des écrivains d'origine norvégienne tels que Peder Claussøn Friis et Ludvig Holberg contribuent à la littérature commune du Danemark et de la Norvège. Avec l'avènement du nationalisme et la lutte pour l'indépendance au début du XIXe siècle, la littérature nationale renaît. Au sein d'une vague de romantisme nationaliste, quatre grands écrivains apparaissent : Henrik Ibsen, Bjørnstjerne Bjørnson, Alexander Kielland et Jonas Lie. Le dramaturge Henrik Wergeland est l'auteur le plus influent de l'époque, tandis que les œuvres postérieures d'Henrik Ibsen donnent à la Norvège une place de choix dans la littérature de l'Europe occidentale.
La littérature moderniste est introduite en Norvège par les œuvres de Knut Hamsun et Sigbjørn Obstfelder dans les années 1890. Dans les premières années qui suivent la Seconde Guerre mondiale, la littérature est caractérisée par une longue série de récits biographiques ou documentaires sur des personnes qui ont été détenues par les Allemands ou qui ont participé aux efforts de résistance pendant l'occupation. Au XXe siècle, les écrivains norvégiens les plus connus sont les deux lauréats du prix Nobel, Knut Hamsun et Sigrid Undset. Le marché de la fiction norvégienne connaît une forte expansion à partir du milieu des années 1960, et les années 1970 voient s'accroître à la fois une politisation et une autonomisation des auteurs norvégiens. Les années 1980 sont qualifiées de « décennie du fantastique » de la littérature norvégienne.

## Avant 1500
Selon Ibsen, 400 ans d'obscurité, mais la littérature norroise atteste d'une poésie orale de qualité, en vieux norrois :
- Poésie en vieux norrois (en), kenning, liste de kennings (figures de style)
- Littérature en vieux-norrois.

De 1350 à 1500, le matériel écrit conservé de Norvège est pour l'essentiel constitué de registres fonciers, de livres liturgiques et de diplômes (écrits à l'origine en latin, datant du XIIe siècle également en norvégien).
Parmi les textes littéraires qui nous sont parvenus :
- Le Miroir royal, somme encyclopédique
- Hirdskraa, livre de la hird (suite, cour, maison royale)
- Saga (récit historico-légendaire en prose), Sagas royales, Heimskringla
  - Saga des Skjöldungar (vers 1180)
  - Saga légendaire de Saint Olaf et Ágrip af Nóregskonungasögum (vers 1190)
  - Saga de Harald Fairhair (vers 1200)
  - Fagrskinna (vers 1220)
  - Saga des Ynglingar (vers 1225)
- Eddas XIIIe siècle, Edda poétique, Codex Regius
- Historia Norwegiæ (sans doute vers 1180)

## XVIesiècle
Après l'union de Kalmar (1397-1523, Danemark-Suède-Norvège), l'union personnelle Danemark-Norvège (1523-1814) développe une culture dano-norvégienne. Une part s'affirme outremer : commerce (hareng, bois...) (en partie en opposition à la Hanse), empire colonial danois, empire colonial norvégien.
La littérature écrite, chrétienne réformée et humaniste, se fait principalement à partir du danois.
- Erik Walkendorf (no) (?-1522), évêque de Trondheim (archidiocèse de Nidaros) de 1510 à 1522), Missale Nidrosiense et Breviarium Nidrosiense (1519)
- Gjeble Pederssøn (en) (1490–1557), premier pasteur luthérien en Norvège, évêque de Bjørgvin
- Absalon Pederssøn Beyer (1528-1575), pasteur, théologien, Bergens Kapitelsbog (1552-1572)
- Jens Nilssøn (1538-1600), évêque, poète, humaniste
- Peder Claussøn Friis (1545-1614), pasteur, historien, topographe, Norske Kongers Chronica, traducteur (du vieux norrois) de Heimskringla (Saga des rois de Norvège)
- Hallvard Gunnarssøn (en) (1550c-1608), éducateur, écrivain, Isagoge, Flores Sapientiæ Divinæ, Piæ Precatiunculæ

## XVIIesiècle
La période baroque est chrétienne et poétique :
- Anders Christensen Arrebo (1587-1637), danois, luthérien, évêque de Trondheim, poète
- Arent Berntsen (en) (1610-1680), banquier, entrepreneur, conciliateur, Danmarckis oc Norgis Fructbar Herlighed (1656)
- Gert Miltzow (en) (1629-1688), religieux, historien, théologien
- Edvard Edvardsen (en) (1630-1695), historien
- Jacob Maschius (en) (1630c-1678), religieux, poète, graveur, Norwegia religiosa (1661)
- Dorothe Engelbretsdotter (1634-1716), Siælens Sang-Offer (1678, Silence de l'âme)
- Petter Dass (1647c-1707), poète, La Trompette de Nordland (publié en 1739)
- Jonas Danilssønn Ramus (en) (1649-1718), prêtre, historien, écrivain, Naadens aandelige Markets-Tiid (1680), Norges Beskrivelse (1715)
- Hans Paus (en) (1656-1725), poète, Stolt Anne
- Cille Gad (en) (1675-1711), poétesse

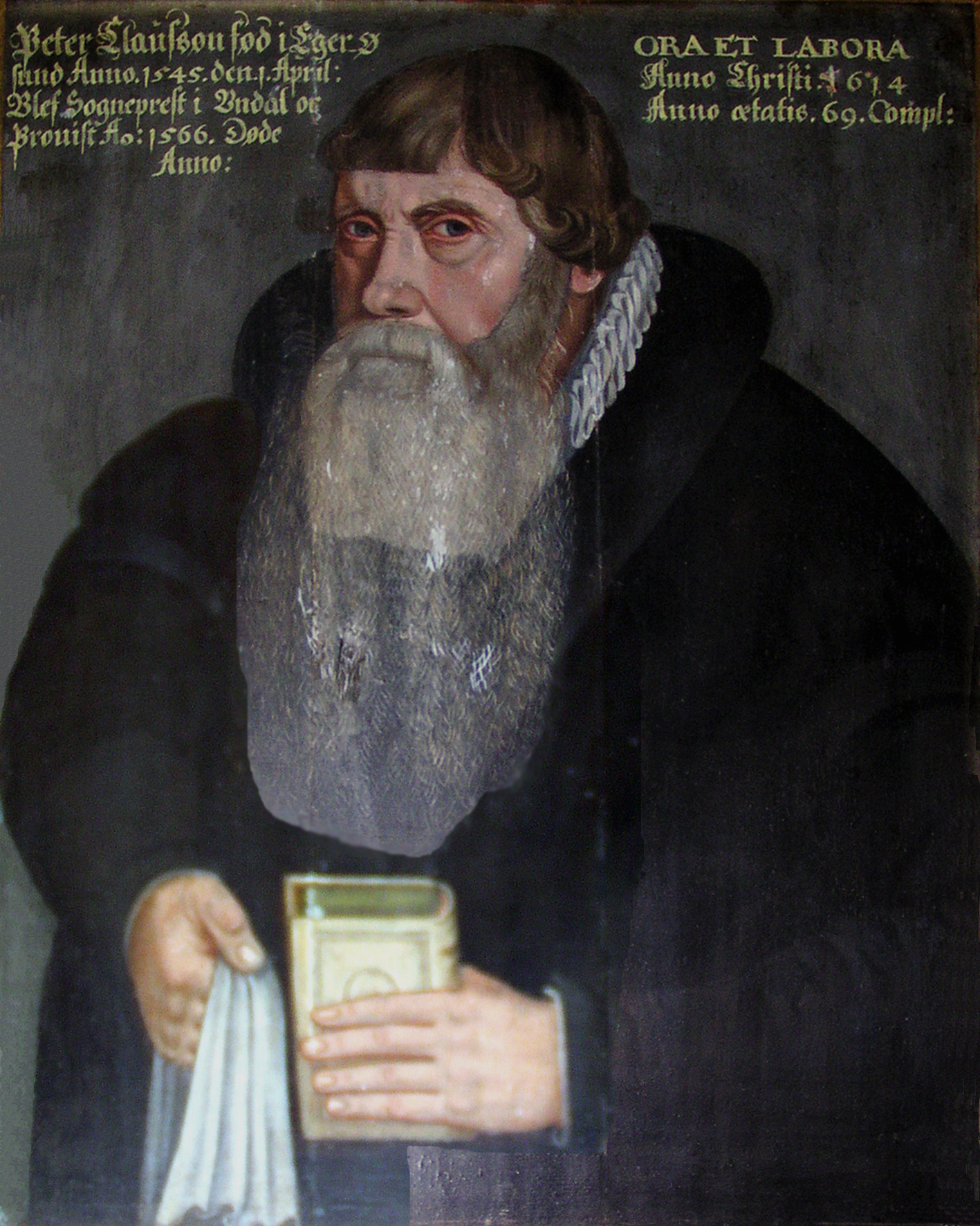
Peder Claussøn Friis
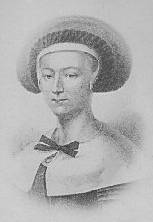
Dorothe Engelbretsdotter
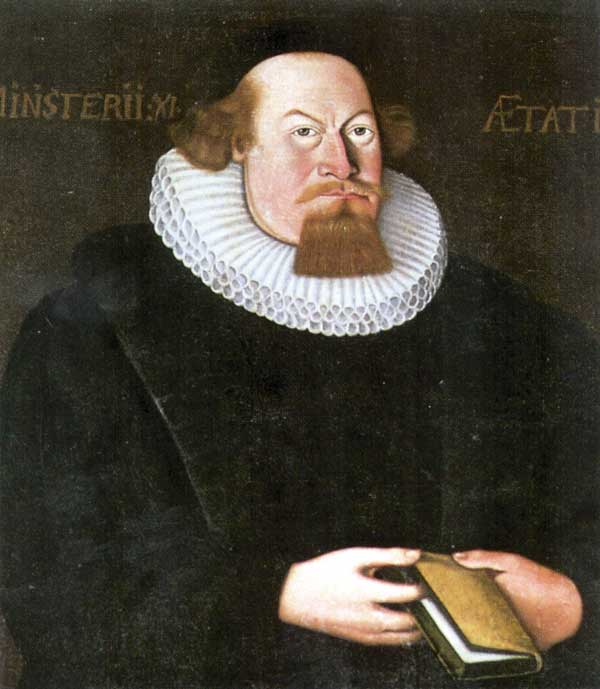
Petter Dass
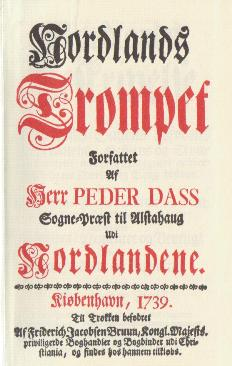
Couverture de Nordlands Trompet de Petter Dass (éd. de 1739)

## XVIIIesiècle
- Povel Juel (en) (1673-1723), fonctionnaire, exécuté, Et lycksaligt Liv (1721), En god Bonde, hans Avl og Biæring (1722)
- Birgitte Christine Kaas (en) (1682-1761), poétesse, traductrice
- Ludvig Holberg (1684-1754), poète, essayiste, philosophe, historien, dramaturge, romancier, Niels Klim dans le monde souterrain, Peder Paars (1719-1720)
- Christian Stub (en) (1693-1736), historien
- Simen Fougner (en) (1701-1783), fermier, poète, écrivain
- Nicolaus Christian Friis (en) (1714-1777), religieux, théologien
- Gerhard Schøning (en) (1722-1780), historien
- Peter Christopher Stenerson (1723-1776)[1], Pensées critiques sur les vers rimés
- Ditlevine Feddersen (en) (1727-1803), poétesse
- Christian Braunmann Tullin (1728-1765), négociant, poète
- Jacob Nicolai Wilse (en) (1736-1801), religieux, topographe, chercheur, historien, poète de la pomme de terre
- Johan Herman Wessel (1742-1785), poète, dramaturge
- Ove Gjerløw Meyer (en) (1742-1790), juriste fonctionnaire, poète
- Johan Nordahl Brun (1745-1816), évêque, poète, dramaturge, Einer Tambeskielver (1772)
- Claus Fasting (en) (1746-1791), fonctionnaire, dramaturge, critique, éditeur, Harmonisang (1769), journal Provinzialsamlinger (1791)
- Edvard Storm (1749-1794), poète, prêtre, écrivain, Sinclairvisa
- P. H. Frimann (en) (1752-1839), poète
- Christen Pram (en) (1756-1821), économiste, fonctionnaire, poète, dramaturge, romancier
- Magdalene Sophie Buchholm (en) (1758-1825), poétesse
- Jonas Rein (en) (1760-1821), religieux, poète, politique
- Jens Zetlitz (en) (1761-1821), religieux, poète
- Birgithe Kühle (en) (1762-1832), première journaliste, traductrice

La Société norvégienne (Norske Selskab, 1772-1813), réunit la plupart des écrivains de la période, dont Johan Nordahl Brun (1745-1816), Claus Frimann (1746-1829), Claus Fasting (1746-1791), Jens Zetlitz (1761-1721), etc.

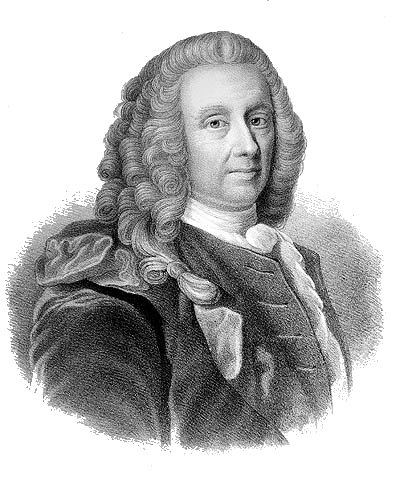
Ludvig Holberg
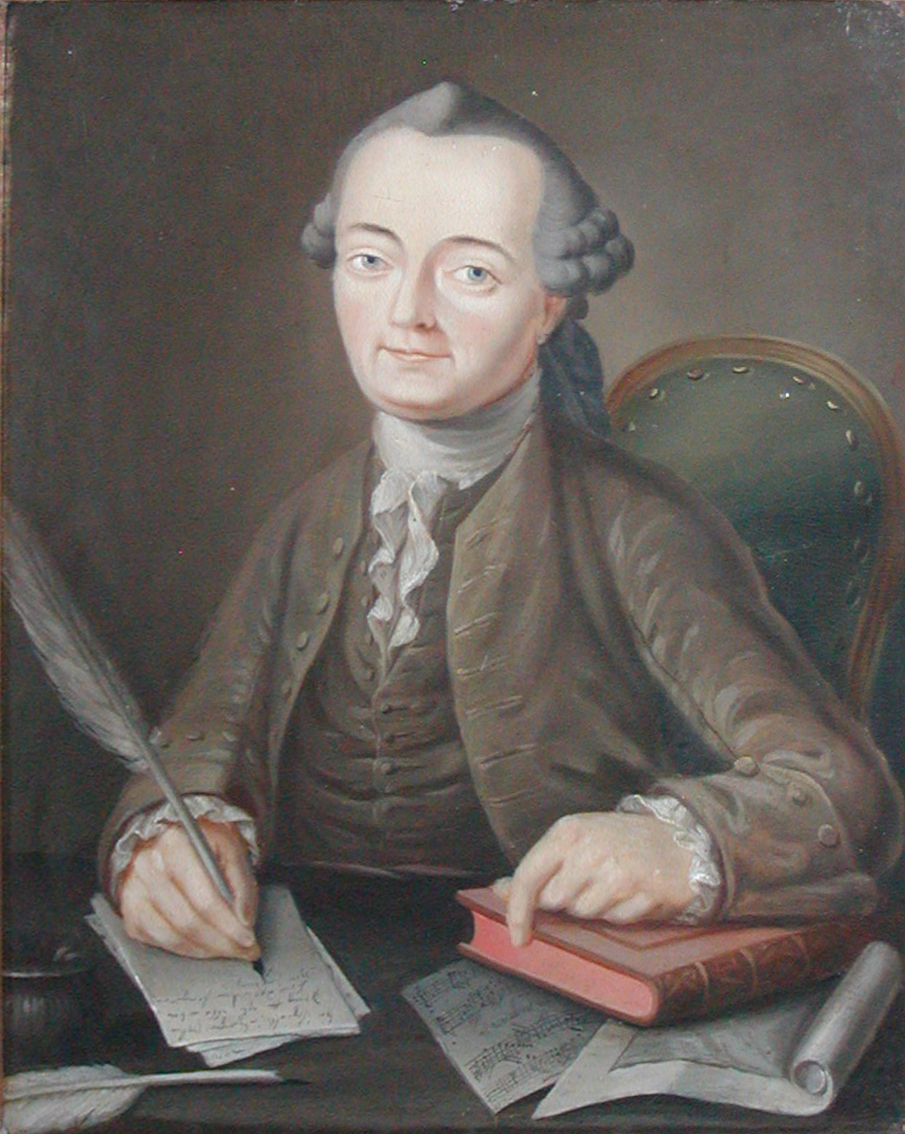
Christian Braunmann Tullin
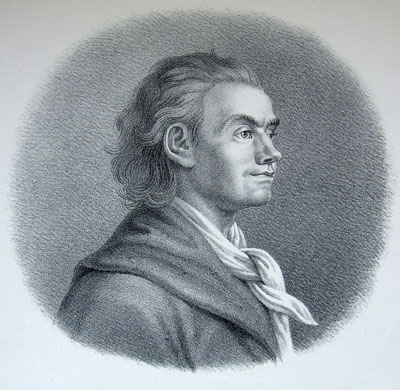
Johan Herman Wessel
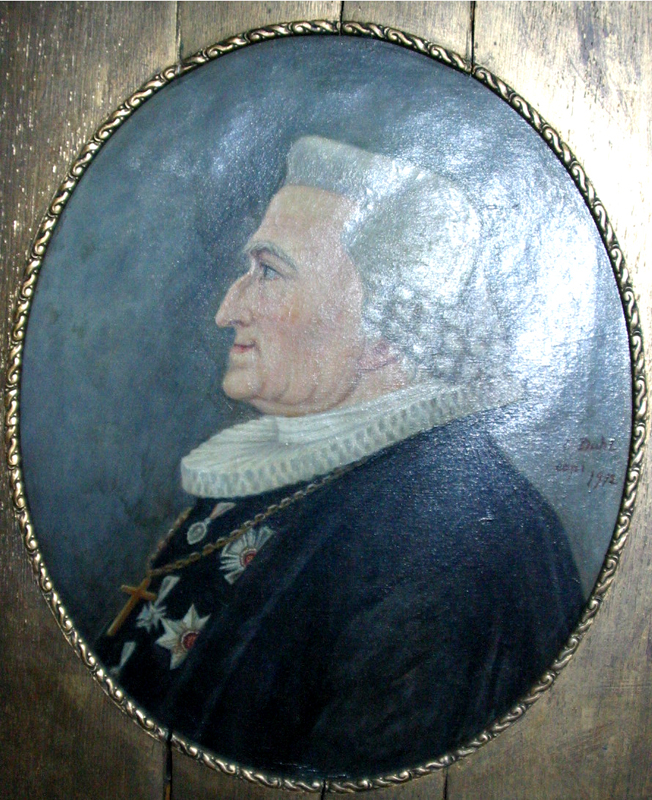
Johan Nordahl Brun

## XIXesiècle
Après les guerres napoléoniennes, dont la guerre de la Sixième Coalition (1813-1814) achevée par le traité de Kiel (1814), l'union personnelle des deux royaumes Suède-Norvège (1814-1905) se fait sous la direction de la maison Bernadotte (1818-1905).
Le romantisme norvégien est romanesque, poétique, folkloriste, national, nationaliste.
Le nynorsk (alors landsmål) s'oppose et s'impose aux dialectes.

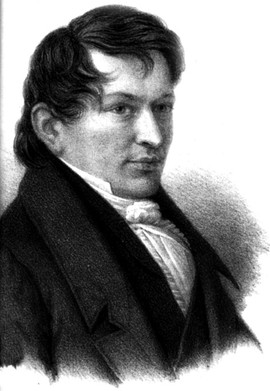
Maurits Hansen
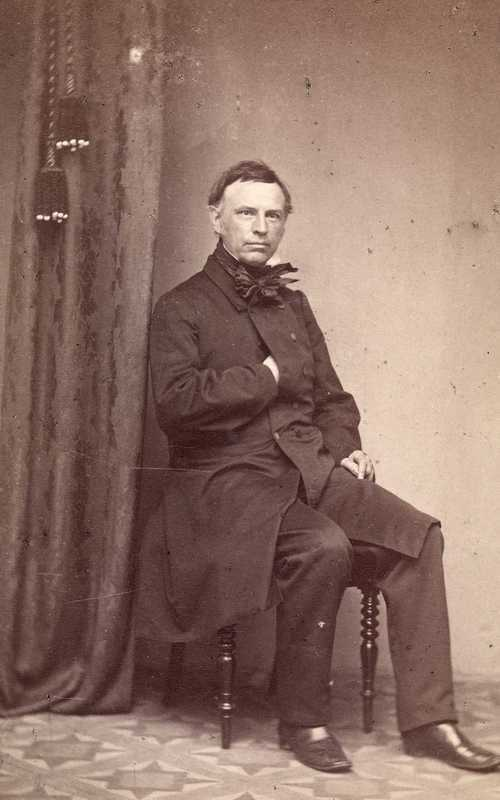
Johan Sebastian Welhaven
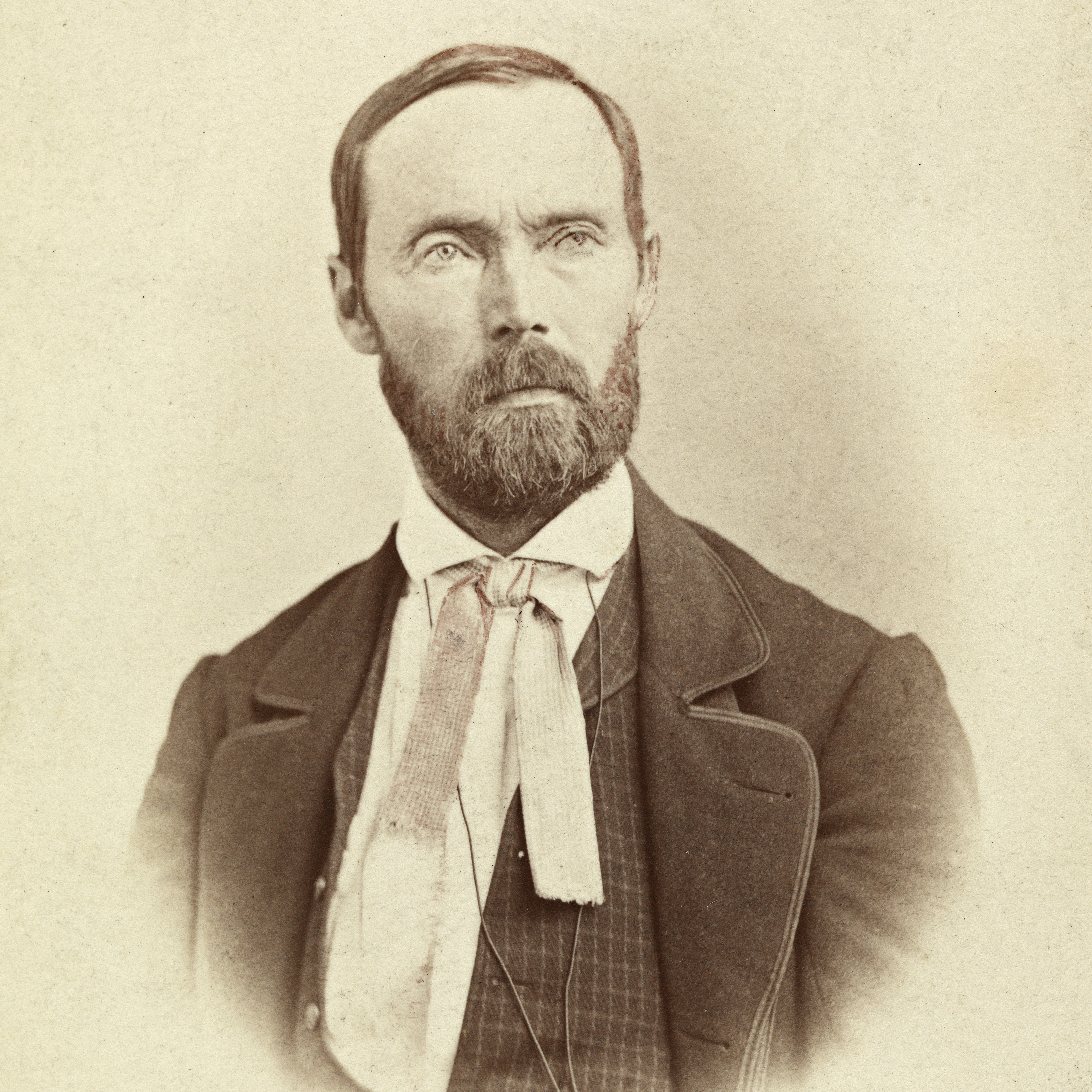
Aasmund Olavsson Vinje
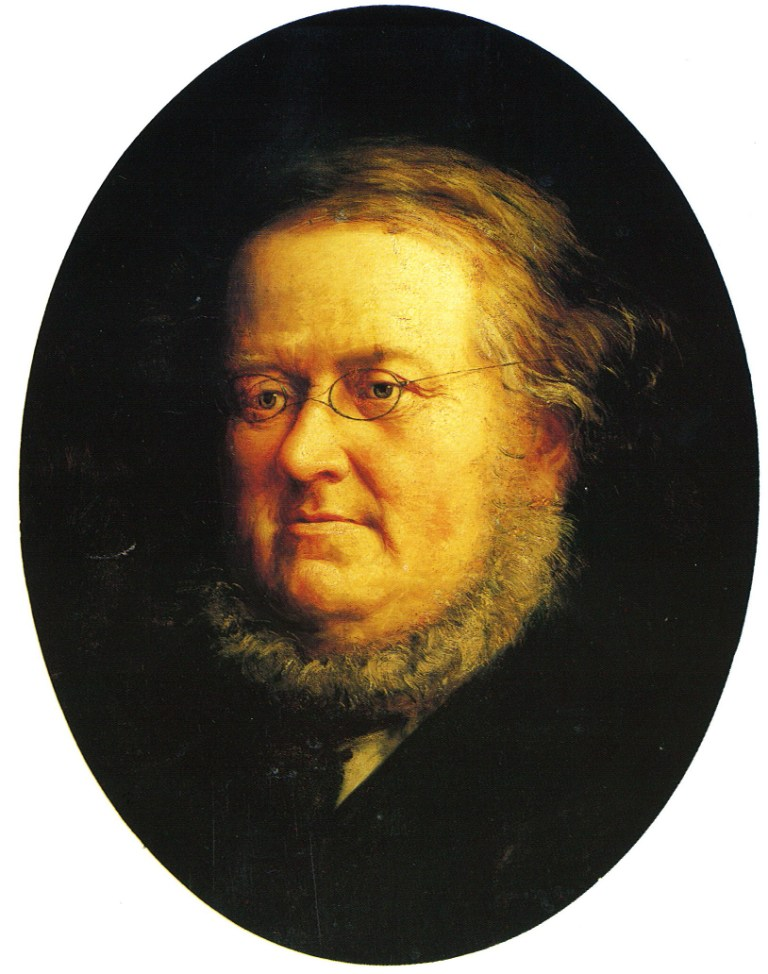
Peter Christen Asbjørnsen
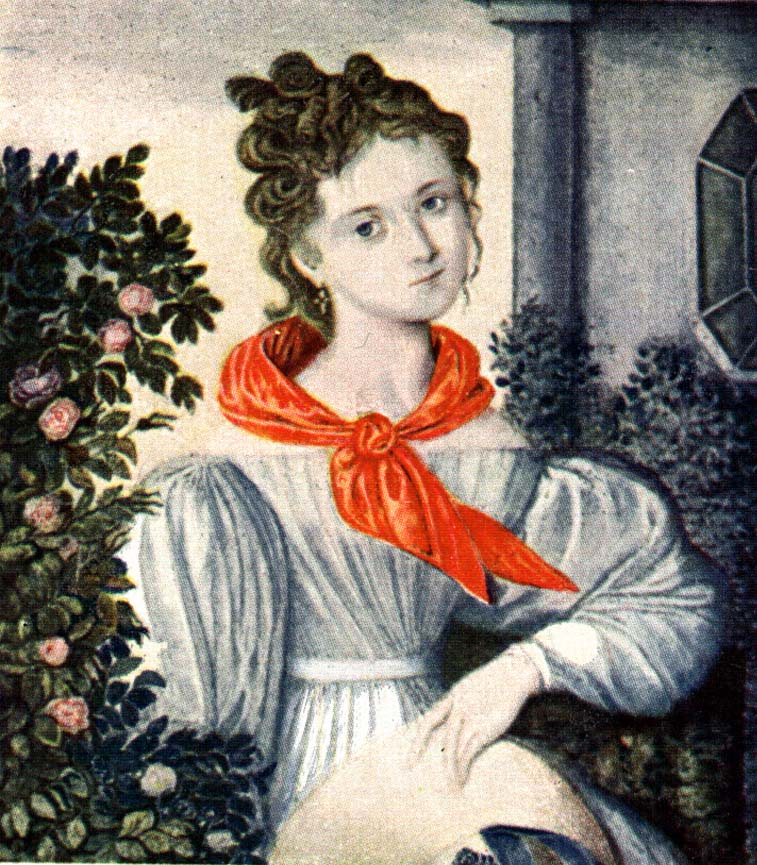
Camilla Collett
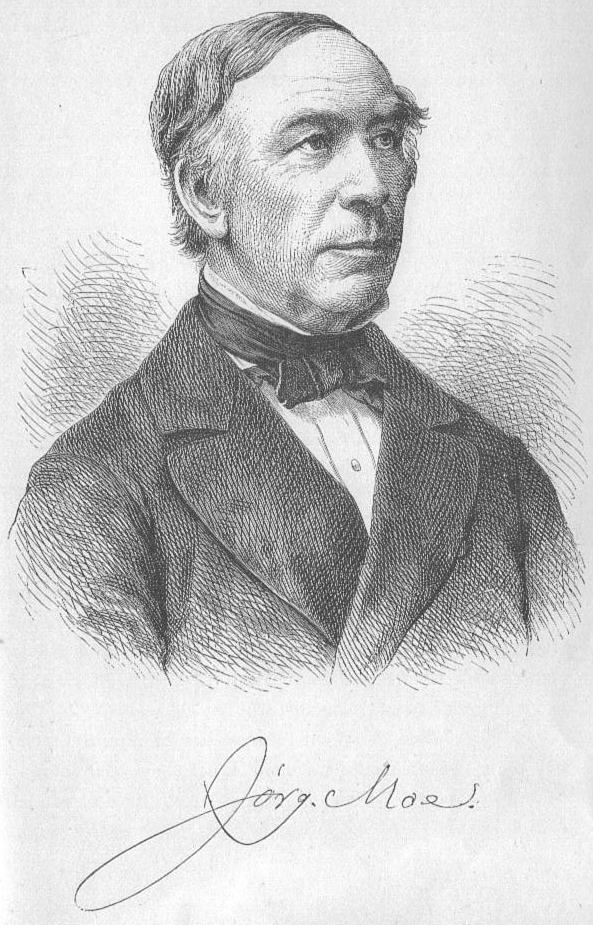
Jørgen Moe
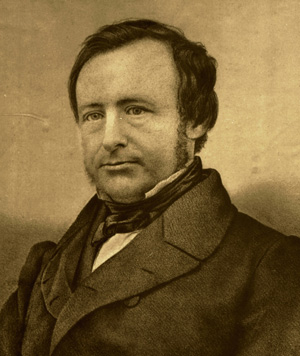
Peter Andreas Munch

### 1800-1850
- Maurits Hansen (1794-1842), romancier (roman policier)
- Magnus Brostrup Landstad (1802-1880), prêtre, poète, folkloriste
- Johan Sebastian Welhaven (1807-1873), poète, écrivain, philosophe
- Henrik Wergeland (1808-1845), poète, éducateur, dramaturge, essayiste, auteur engagé, défenseur de la sauvagerie nordique
- Peter Andreas Munch (1810-1863), historien, médiéviste, poète
- Andreas Munch (en) (1811-1884), fonctionnaire, poète, écrivain
- Peter Christen Asbjørnsen (1812-1885), naturaliste, folkloriste
- Jørgen Moe (1813-1882), historien, poète (du duo "Asbjørnsen et Moe")
- Ivar Aasen (1813-1896), linguiste, poète, initiateur du nynorsk
- Nikka Vonen (1836-1933)

### 1850-1900
- Camilla Collett (1813-1895), romancière, féministe, Amtmandens Døttre (1854-1855)
- Aasmund Olavsson Vinje (1818-1870), journaliste, juriste, politique, voyageur, satirique, poète lyrique, Dølen (1858-1870)
- Anna Magdalene Thoresen (1819-1903), dramaturge, nouvelliste (drames paysans réalistes)

### Les quatre grands (De fire store)
- Henrik Ibsen (1828-1906), dramaturge
- Bjørnstjerne Bjørnson (1832-1910), nouvelliste, romancier, dramaturge, essayiste, Synnøve Solbakken (1857), Prix Nobel de littérature en 1903
- Jonas Lie (1833-1908), poète, conteur, romancier, Niobé
- Alexander Kielland (1849-1906), romancier, dramaturge, essayiste

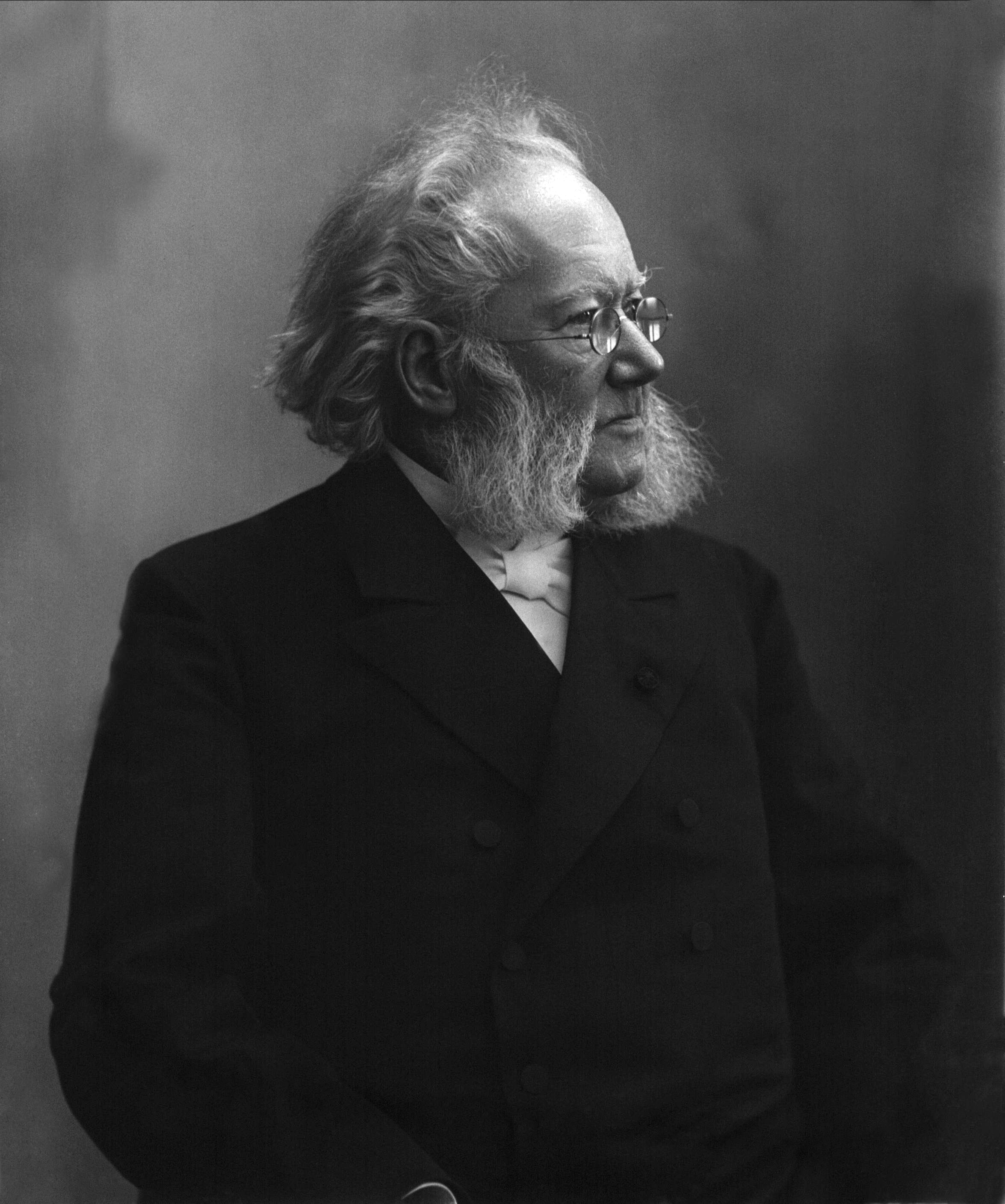
Henrik Ibsen par Gustav Borgen
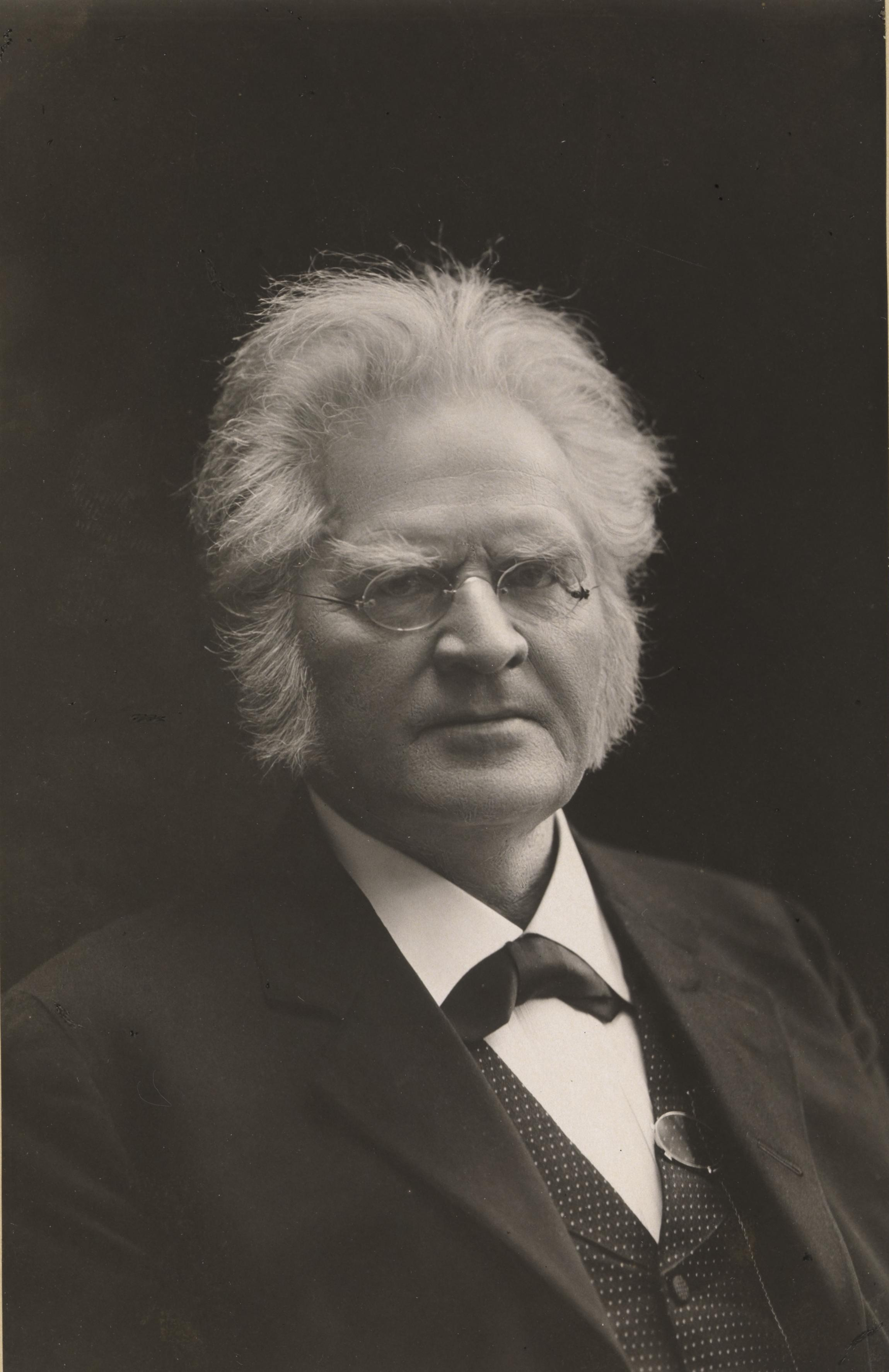
Bjørnstjerne Bjørnson
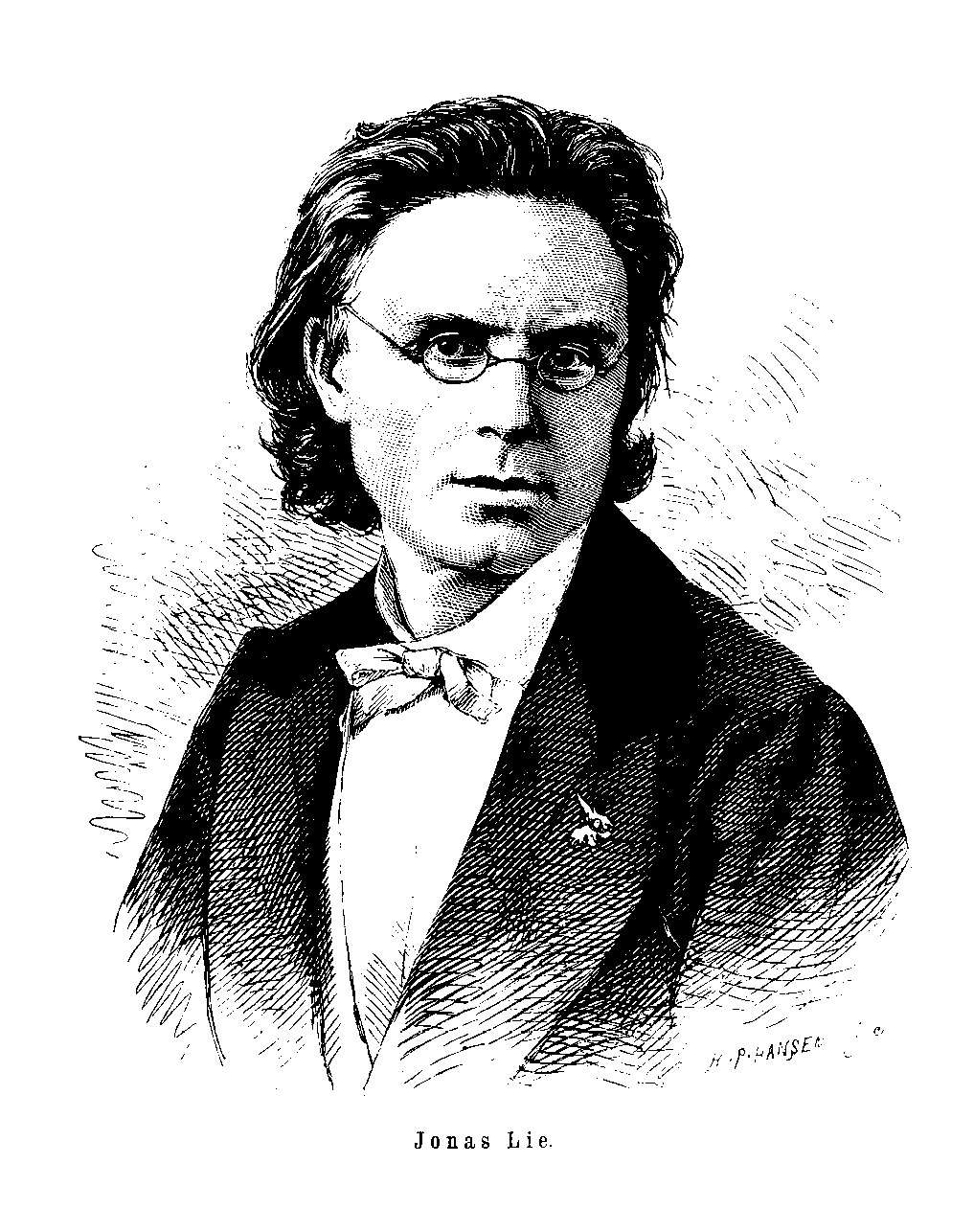
Jonas Lie
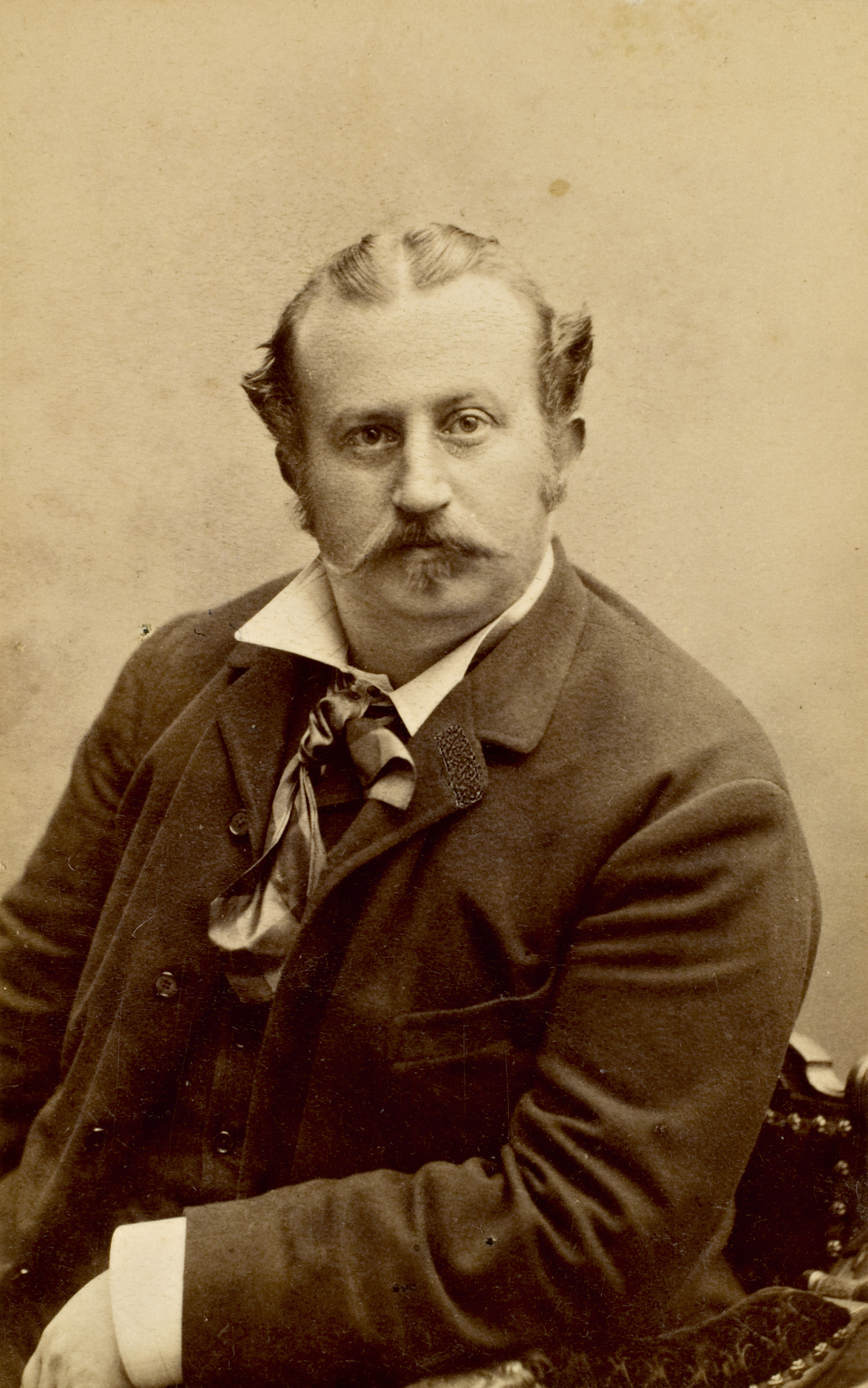
Alexander Kielland

### Écrivains ayant débuté dans les années 1880 et 1890

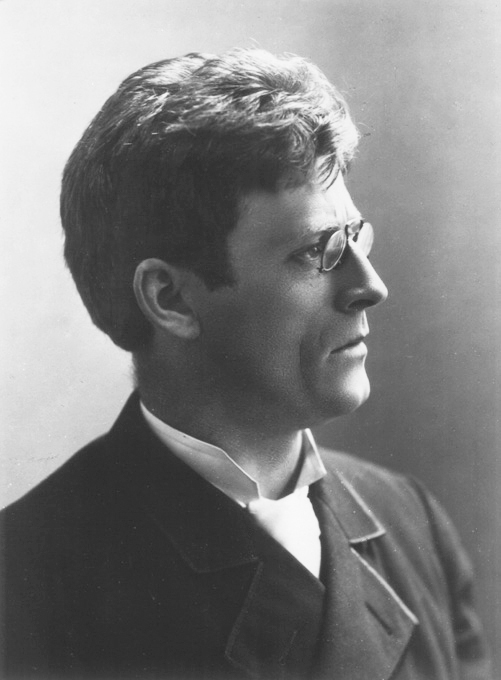
Knut Hamsun (1890)

La période 1875-1890 passe du réalisme au naturalisme.
La période 1890-1905, est néoromantique et réaliste.
La période 1905-1925, également post-symboliste, est globalement littérairement néoréaliste (nn), voire lutte des classes.
- Amalie Skram (1846-1905), Hellemyrsfolket (1887-1898)
- Arne Garborg (1851-1924), romancier
- Hans Jæger (1854-1910), philosophe, anarchiste
- Gunnar Heiberg (1857-1929), journaliste, essayiste, dramaturge
- Knut Hamsun (1859-1952), romancier, Prix Nobel en 1920
- Hans Kinck (1865-1926), nouvelliste, poète, dramaturge
- Sigbjørn Obstfelder (1866-1900), poète
- Regine Normann (en) (1867-1939), éducatrice, nouvelliste, romancière
- Jappe Nilssen (1870-1931), journaliste, critique d'art

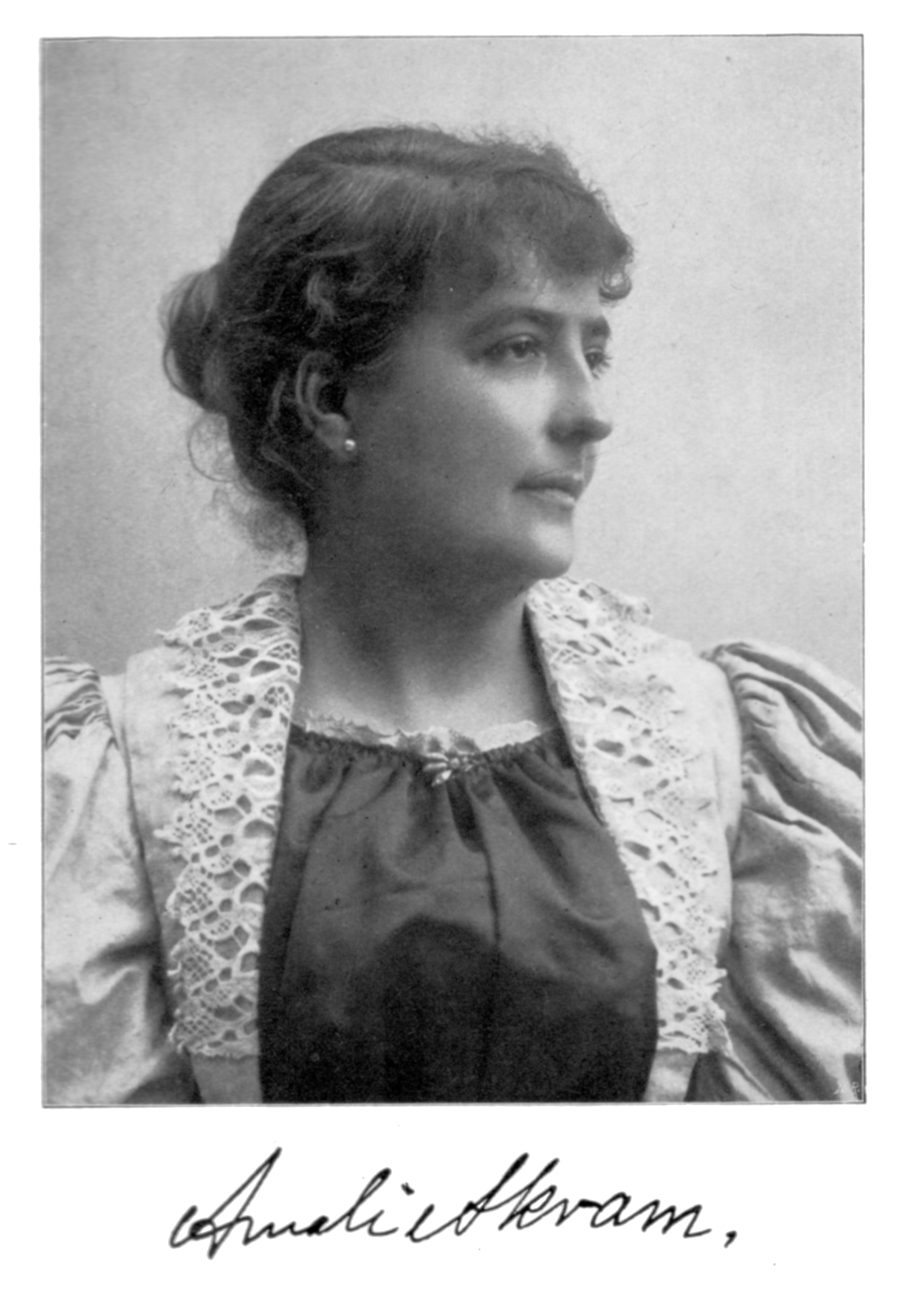
Amalie Skram
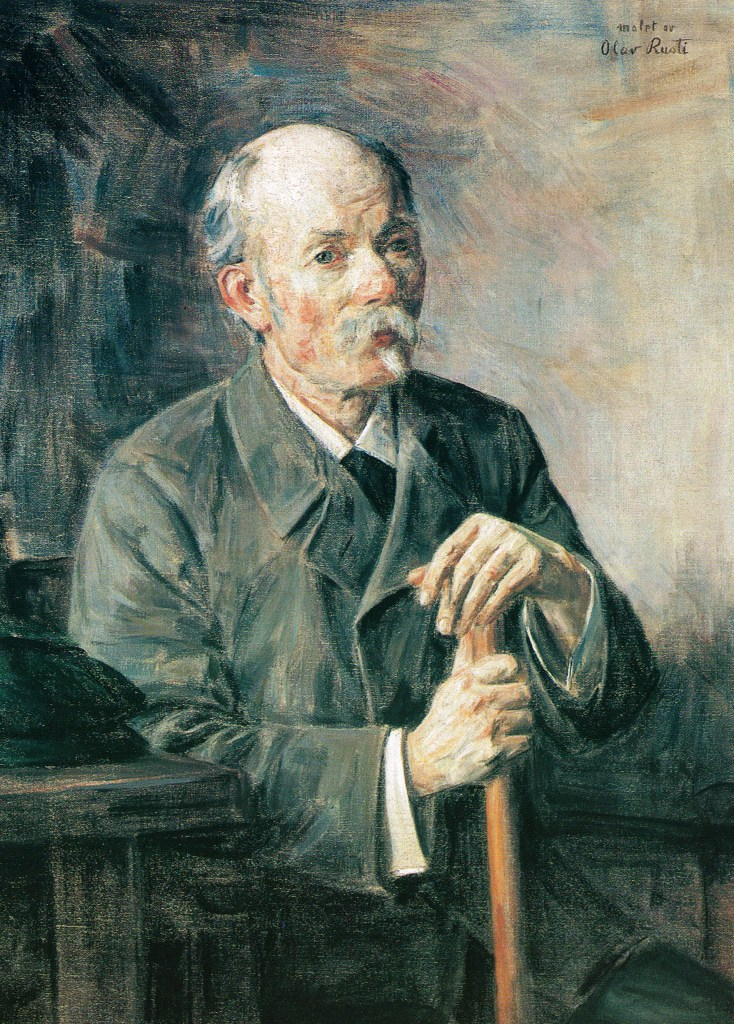
Arne Garborg
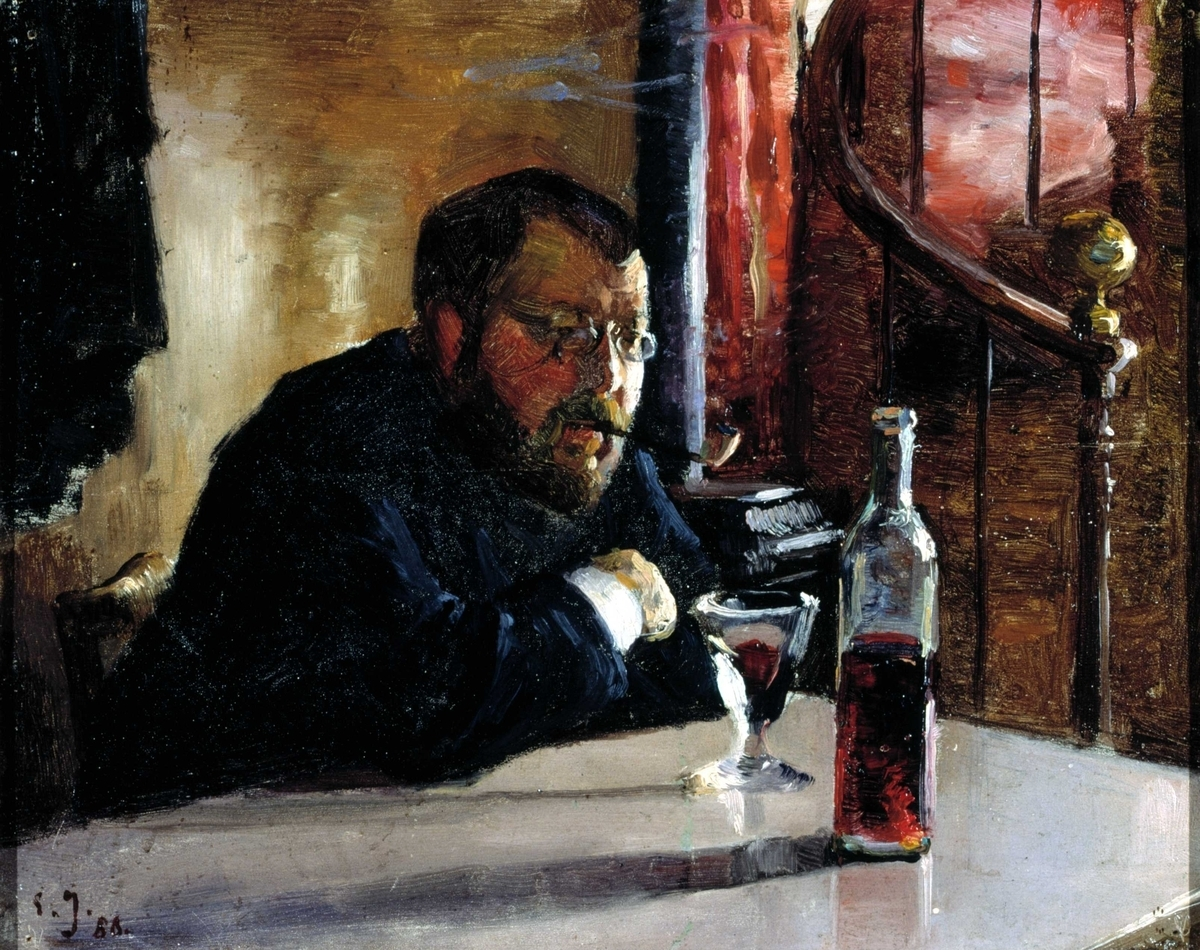
Hans Jæger
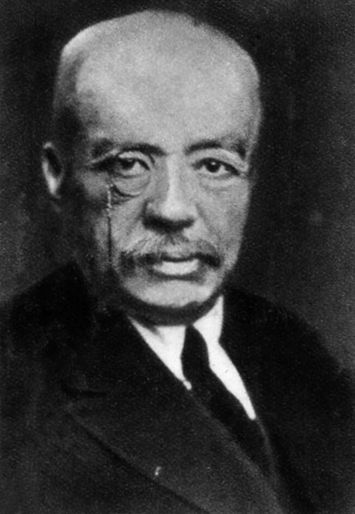
Gunnar Heiberg
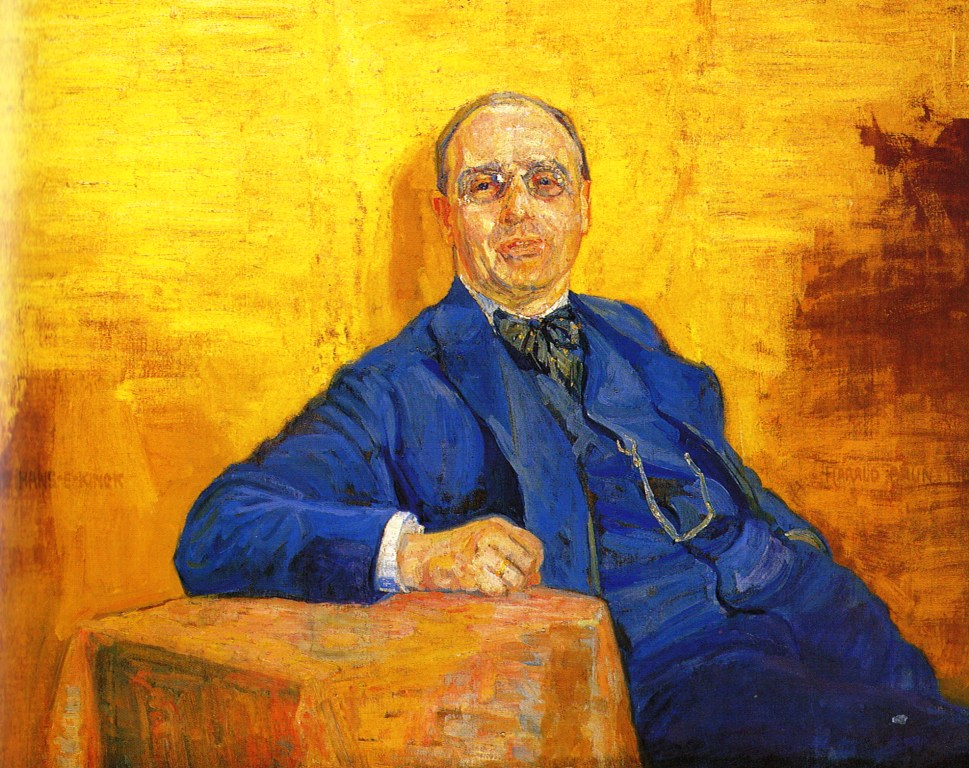
Hans Kinck
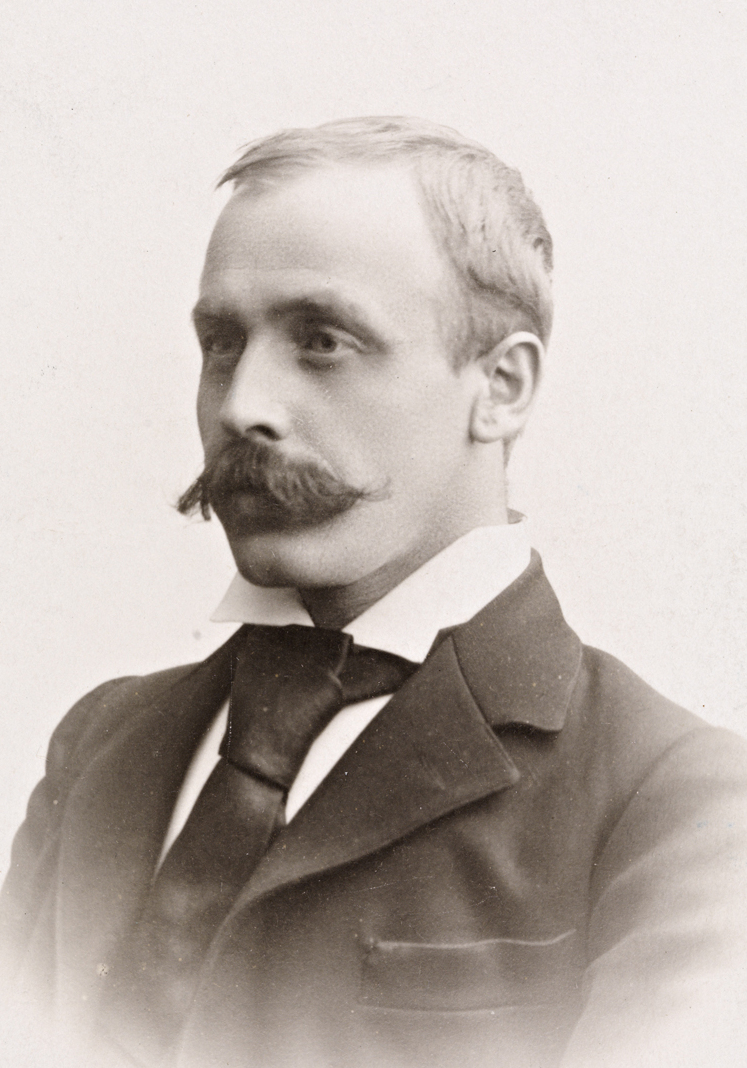
Sigbjørn Obstfelder
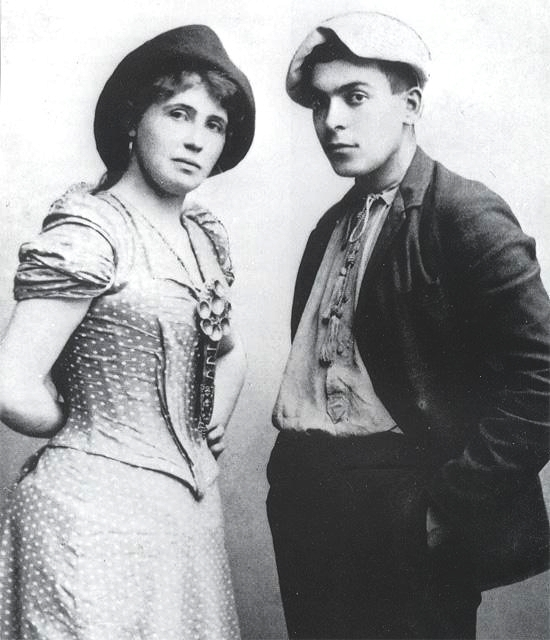
Jappe Nilssen et Oda Krohg

## XXesiècle
- Sigrid Undset (1882-1949), prix Nobel de littérature 1928
- Cora Sandel (1880-1974)
- Herman Wildenvey (1885-1959)
- Sigrid Boo (1898-1953)
- Hjalmar Waage (1892-1939)
- Tarjei Vesaas (1897-1970)
- Arthur Omre (1887-1967)
- Claes Gill (1910-1973)
- Jens Bjørneboe (1920-1976)

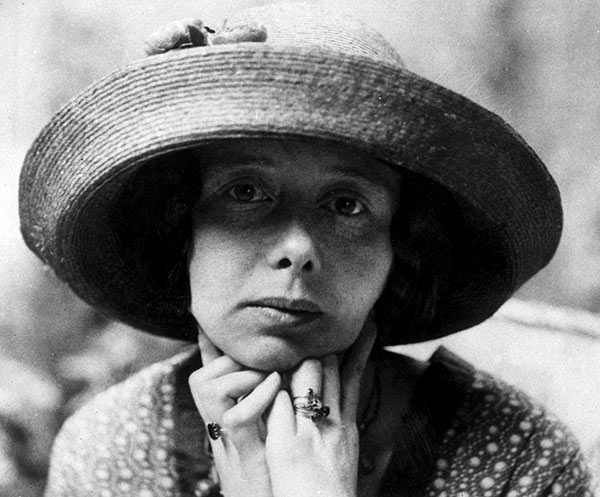
Cora Sandel
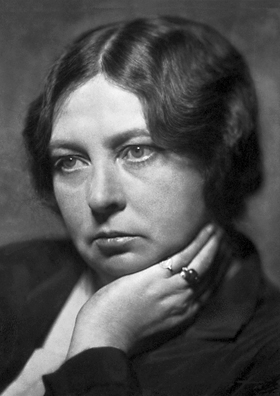
Sigrid Undset
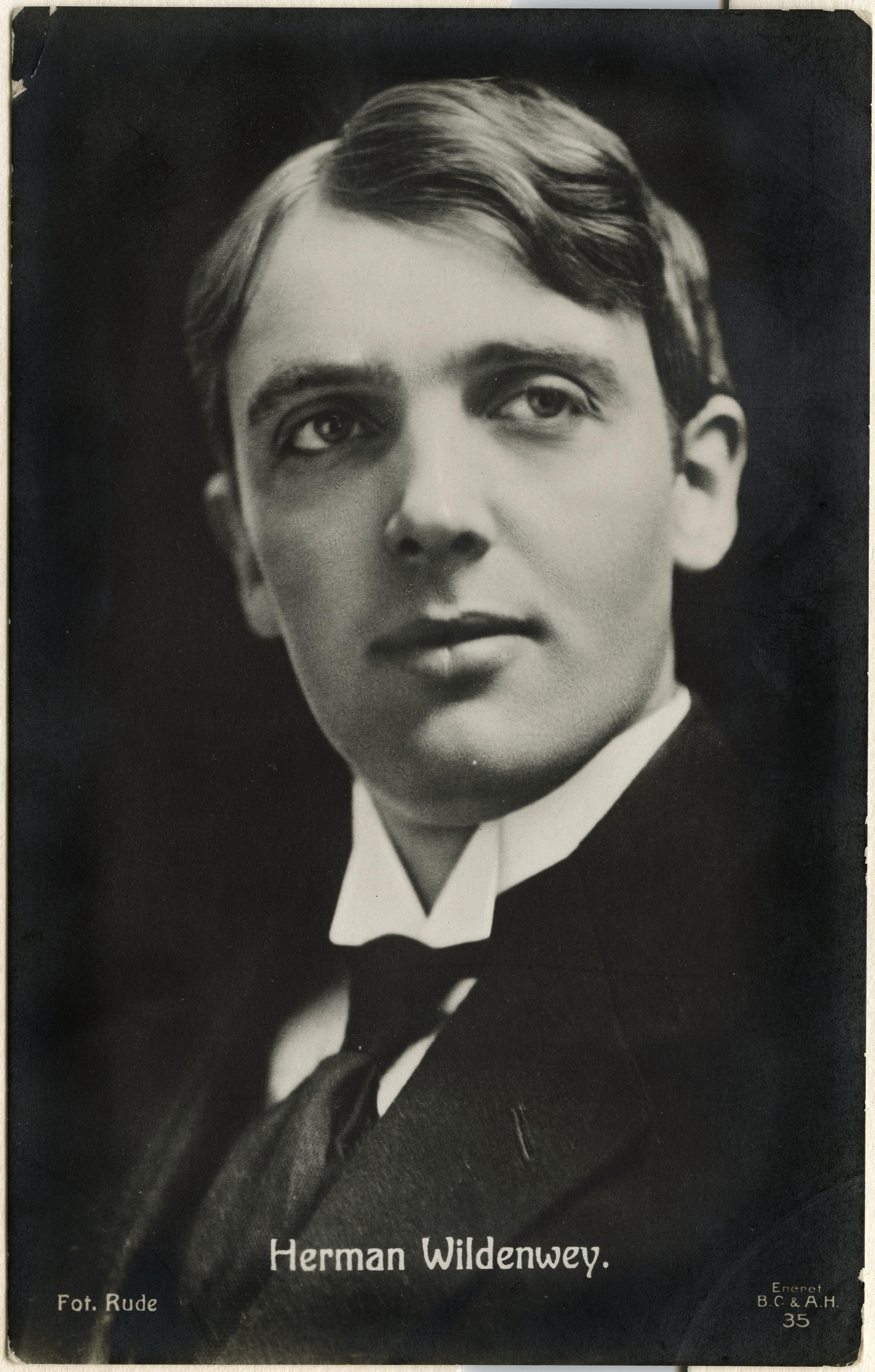
Herman Wildenvey
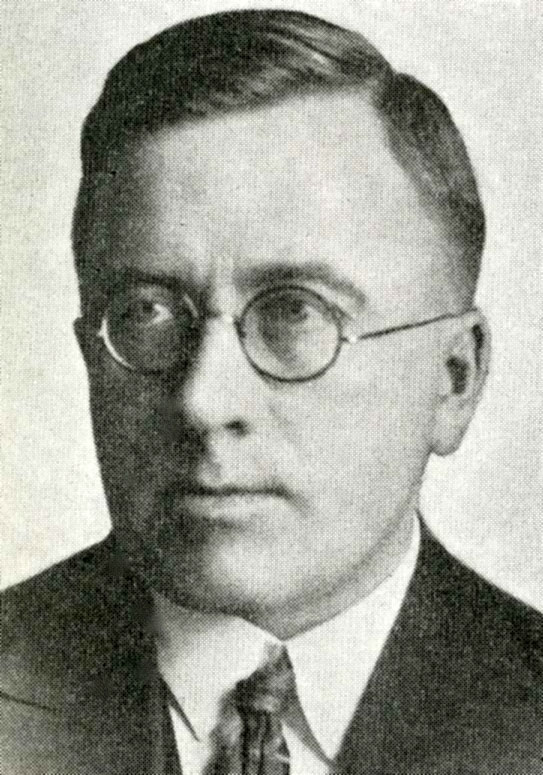
Hjalmar Waage
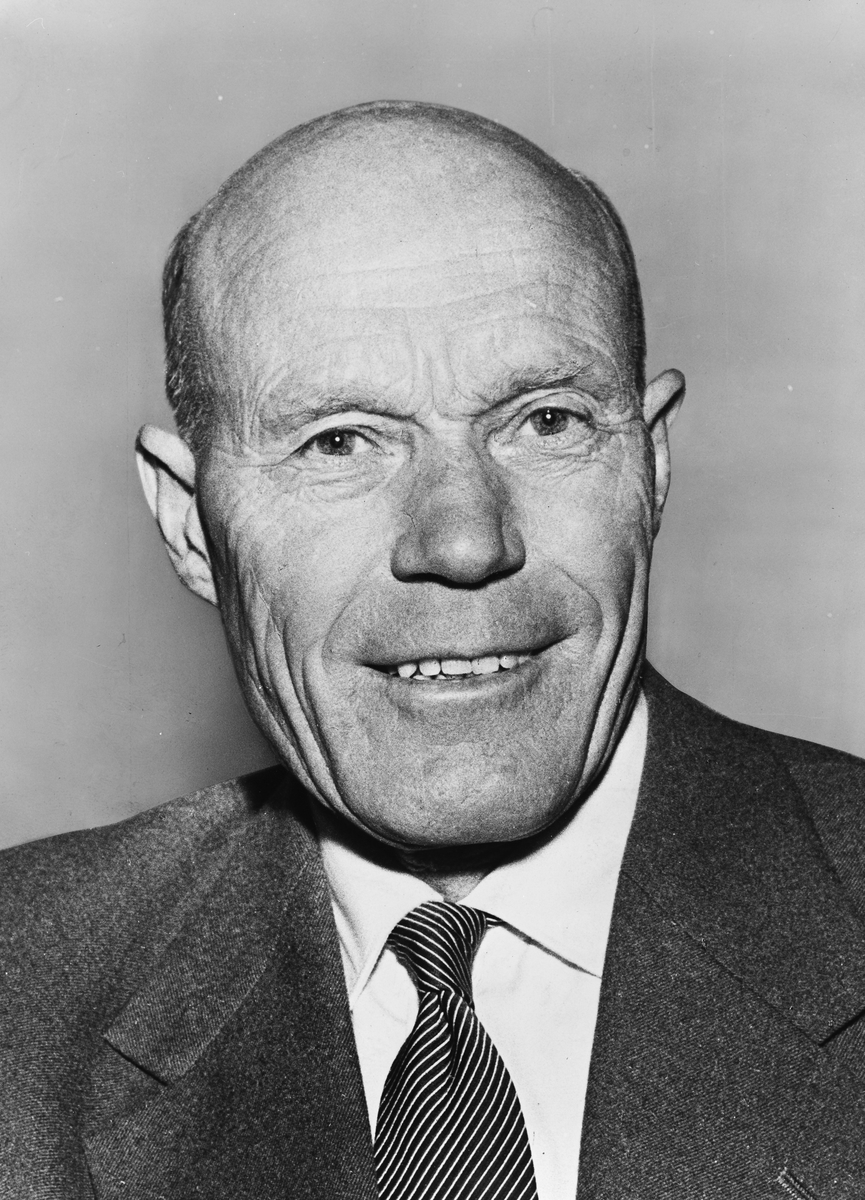
Tarjei Vesaas
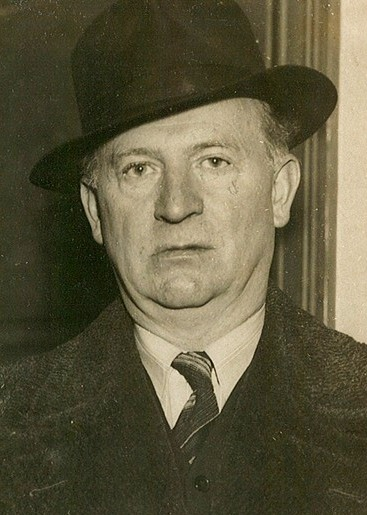
Arthur Omre
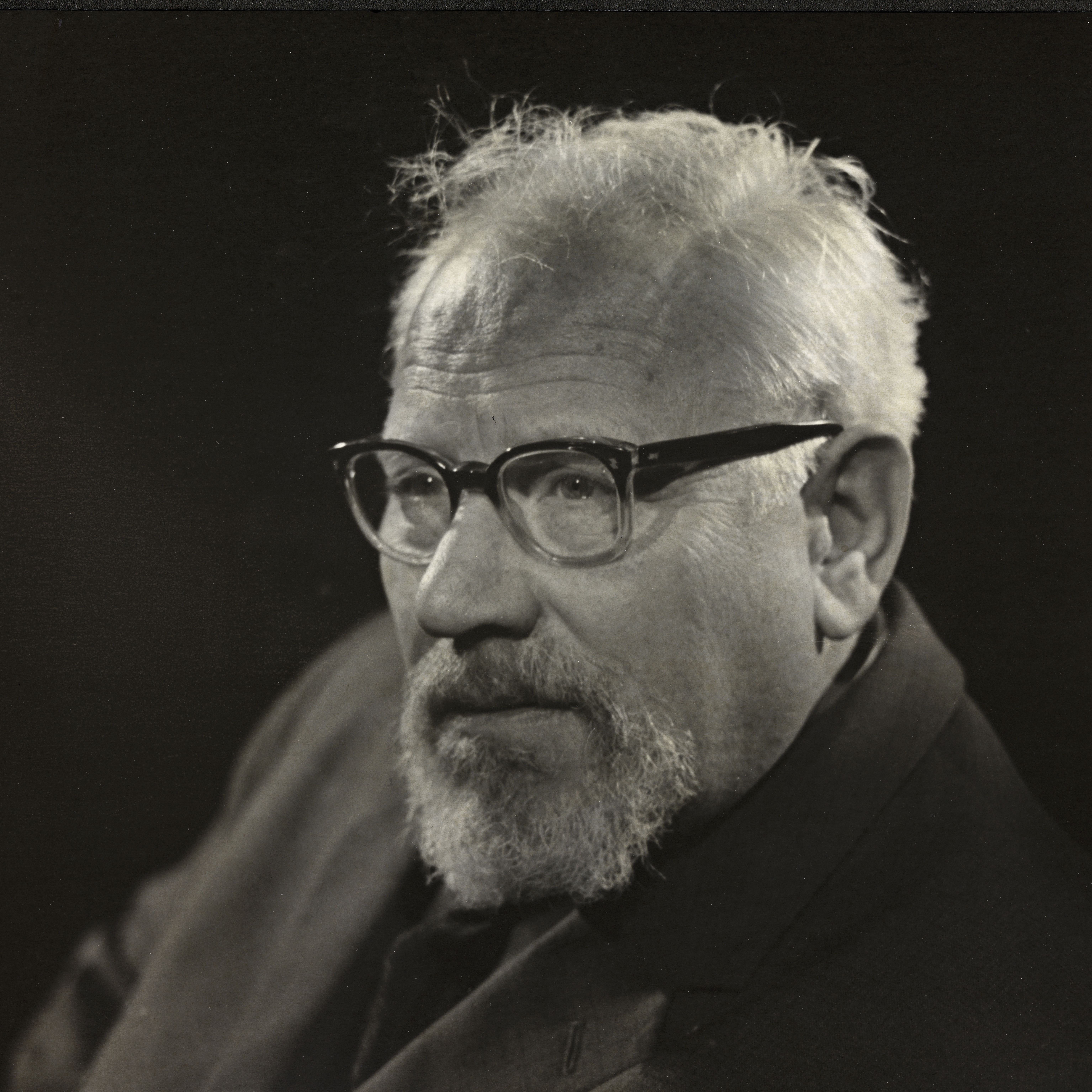
Claes Gill
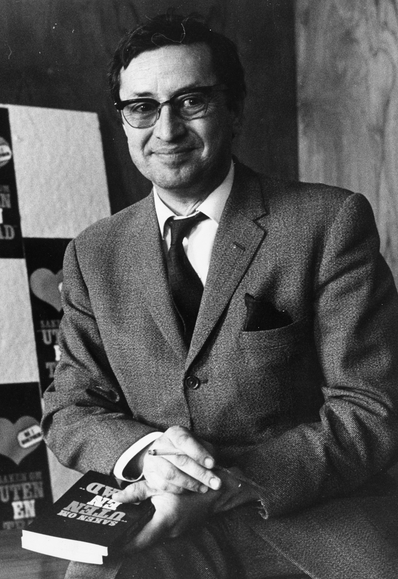
Jens Bjørneboe

## XXIesiècle
Dans les années 1980 un genre romanesque réaliste, rédigé dans un style sociologique, fait son apparition. Ce nouveau courant souhaite avant tout trancher avec l'ancien roman psychologique et bourgeois, lourd héritage légué par Hamsun, entre autres. Parmi les auteurs phares de ce courant on trouve Dag Solstad (1941-) et sa célèbre trilogie sur la seconde guerre mondiale : Svig, Krig et Brød og våpen (La trahison, La guerre et Le pain et les armes). Ce réalisme social permet à un auteur comme Asbjørn Elden (no) (1916-1990) de produire des sagas à la fois modernes et nostalgiques sur la vie des gens ordinaires comme Rundt Neste Sving (Au prochain tournant)
Les femmes ne sont pas oubliées par la littérature norvégienne. Prenant le contre-pied du réalisme social de leurs homologues masculins, Cecilie Løveid (en) (1951 -) et Kari Bøge (en) (1950 -) s'attaquent à des problèmes purement féminins en utilisant le langage de la rue. L'érotisme lyrique manifesté par Løveid dans Sug (Suce) déboussole les critiques puritains d'Oslo mais lui vaut une réputation internationale. S'inscrivant dans ce même mouvement, Liv Køltzow (en) (1945 -) explore les jeux de rôle sexuels dans la société dans son troisième roman The story of Eli. Voir aussi Bjørg Vik (1935-2018), Tove Nilsen (1952-), Toril Brekke (en) (1941-) et Gerd Brantenberg (1941-)

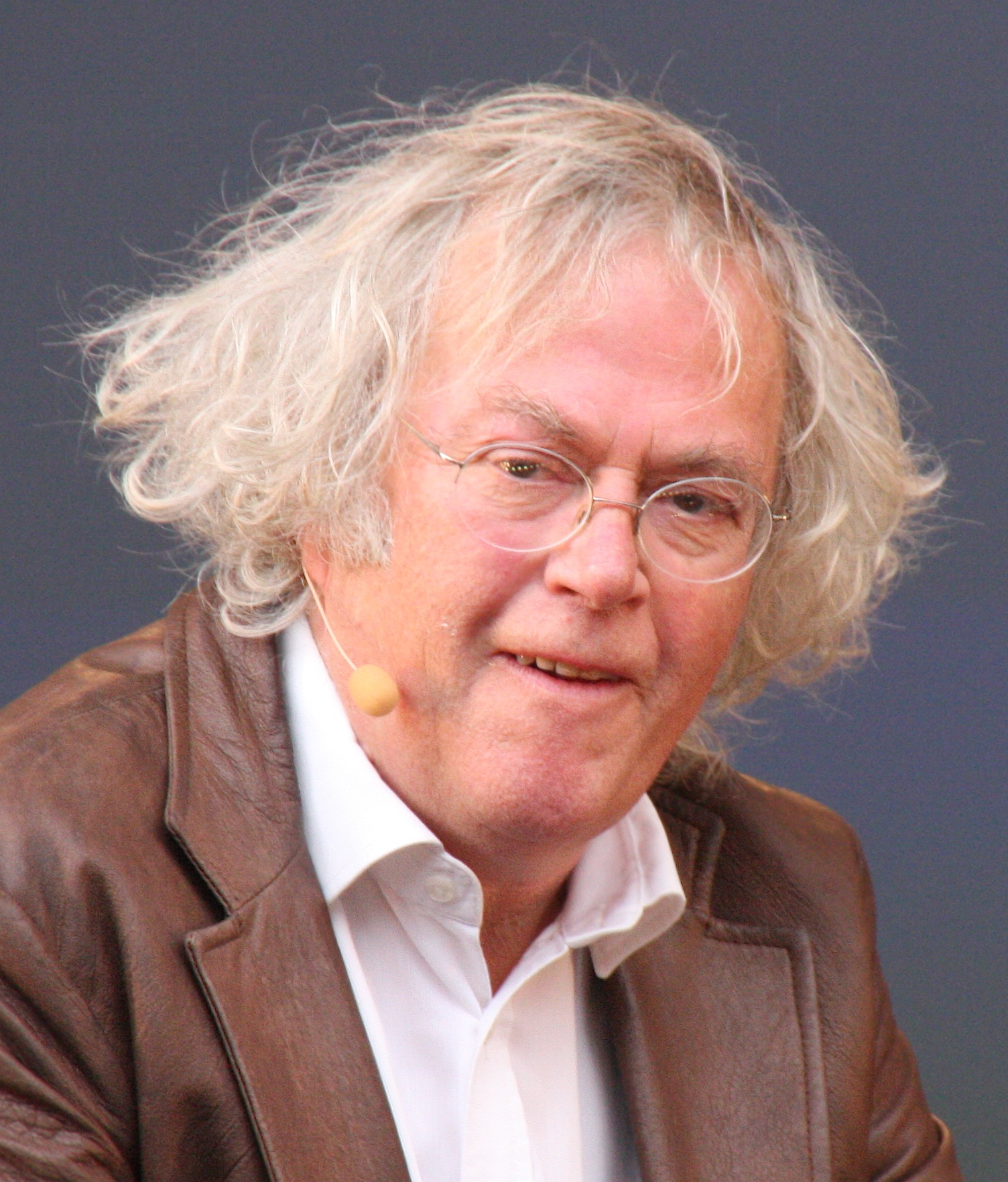
Dag Solstad
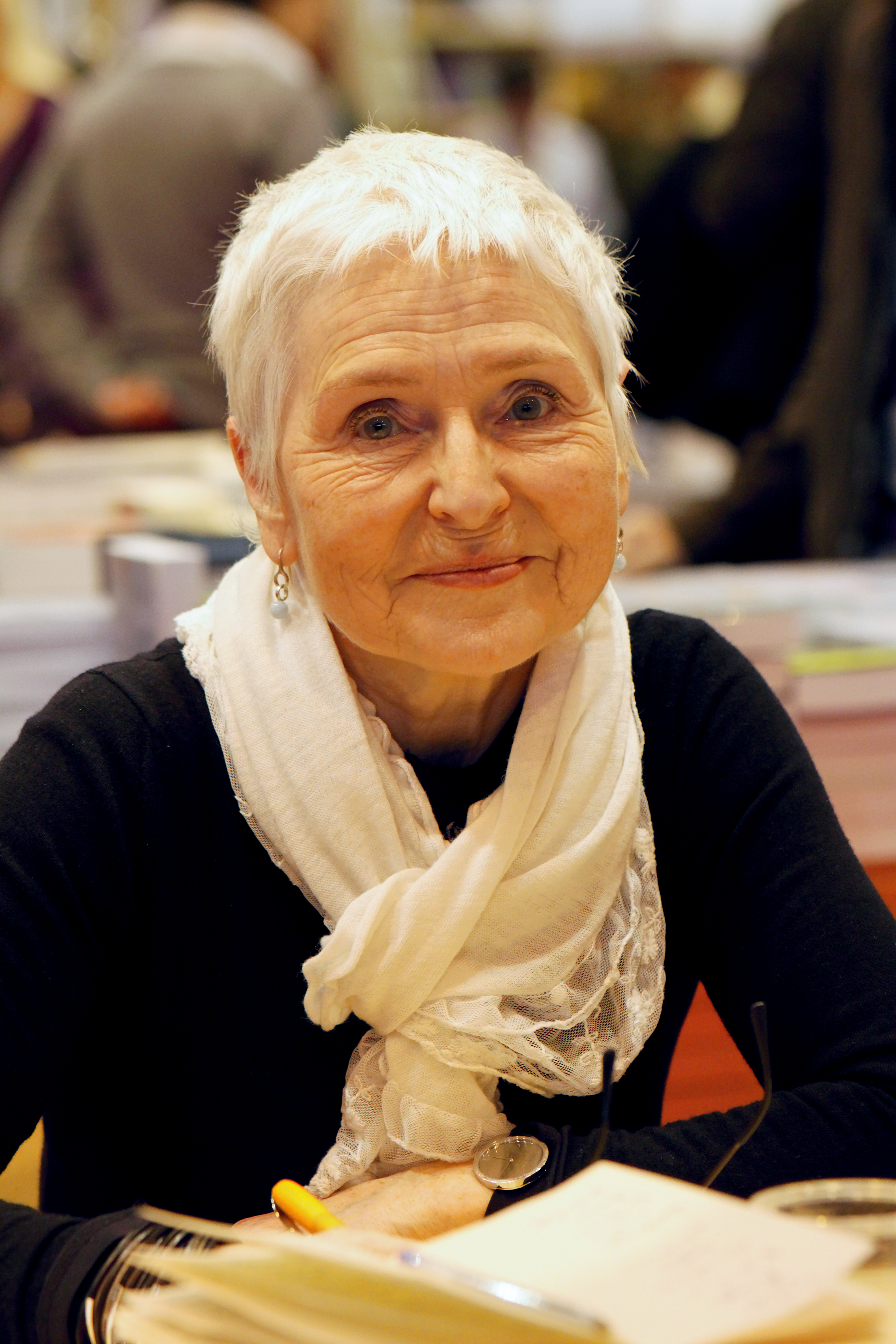
Herbjørg Wassmo
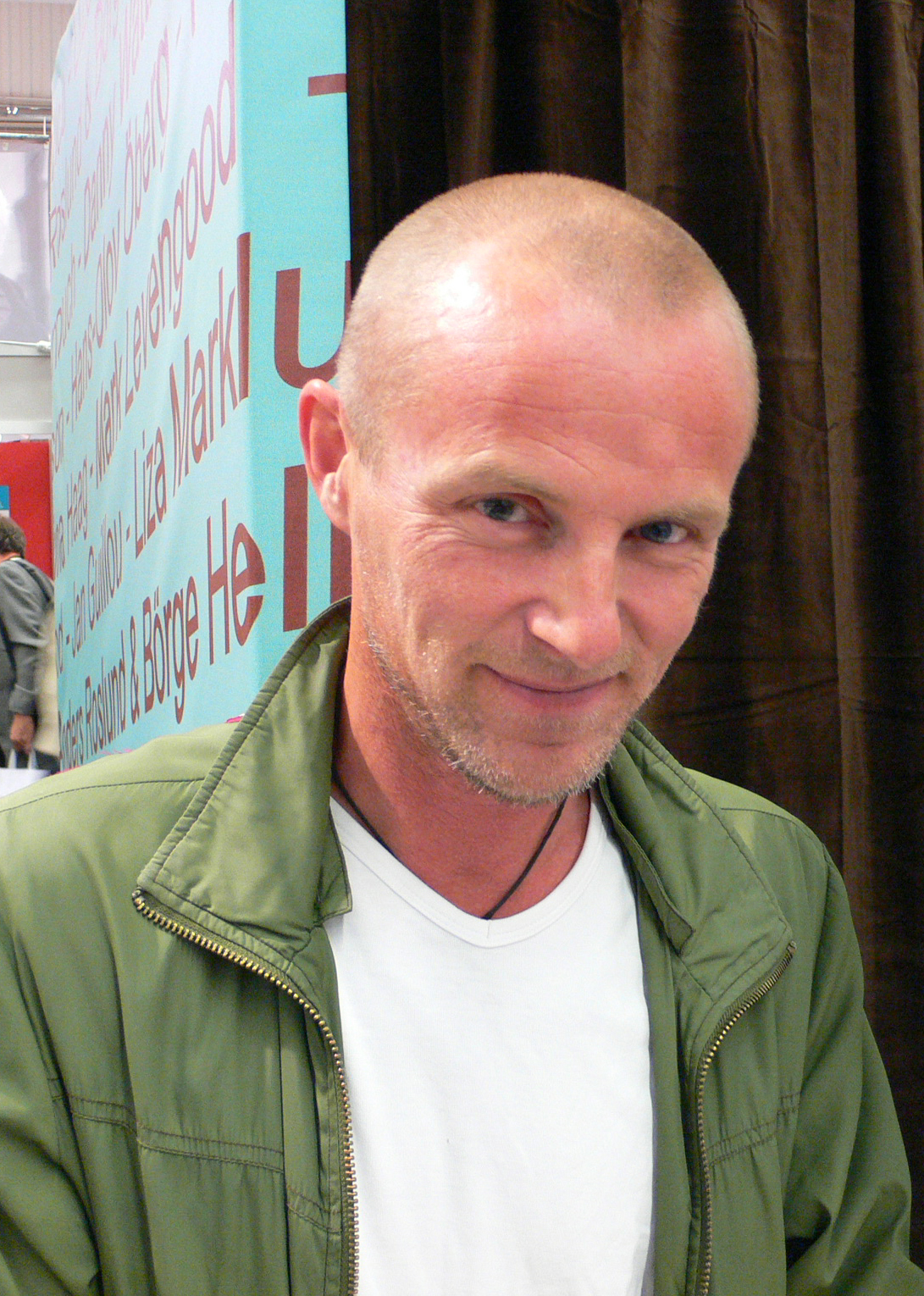
Jo Nesbø (2007)
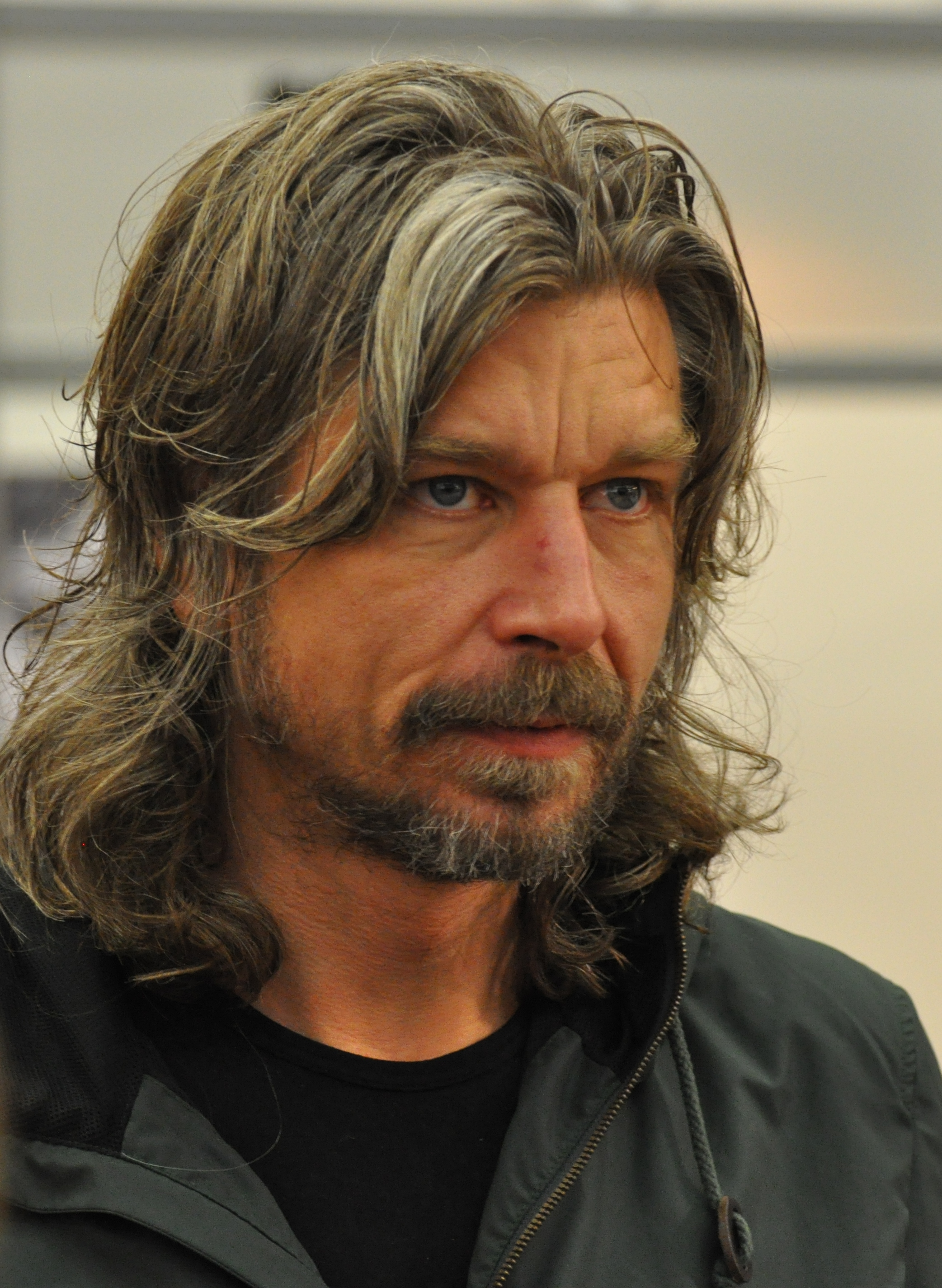
Karl Ove Knausgård (2011)
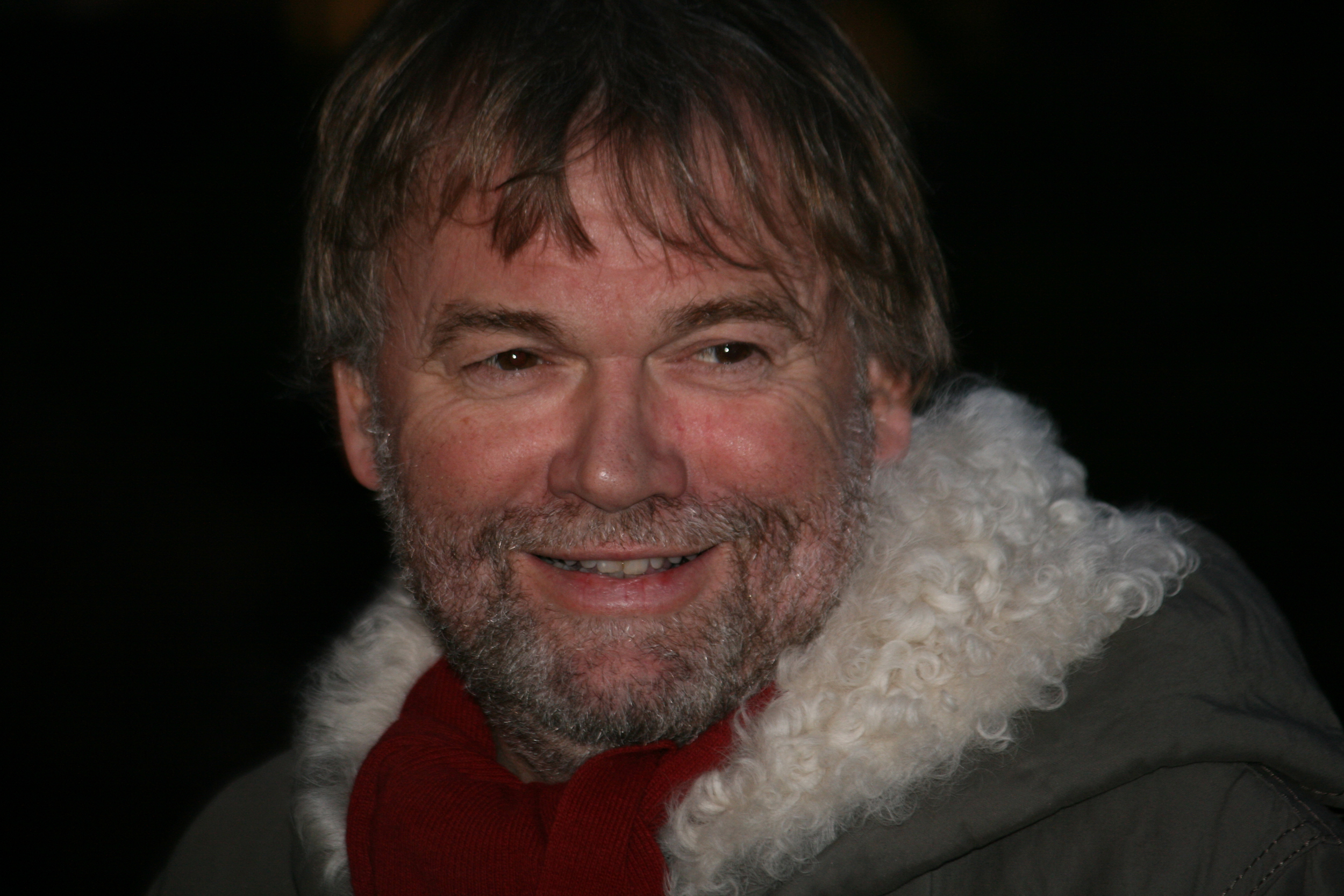
Jostein Gaarder
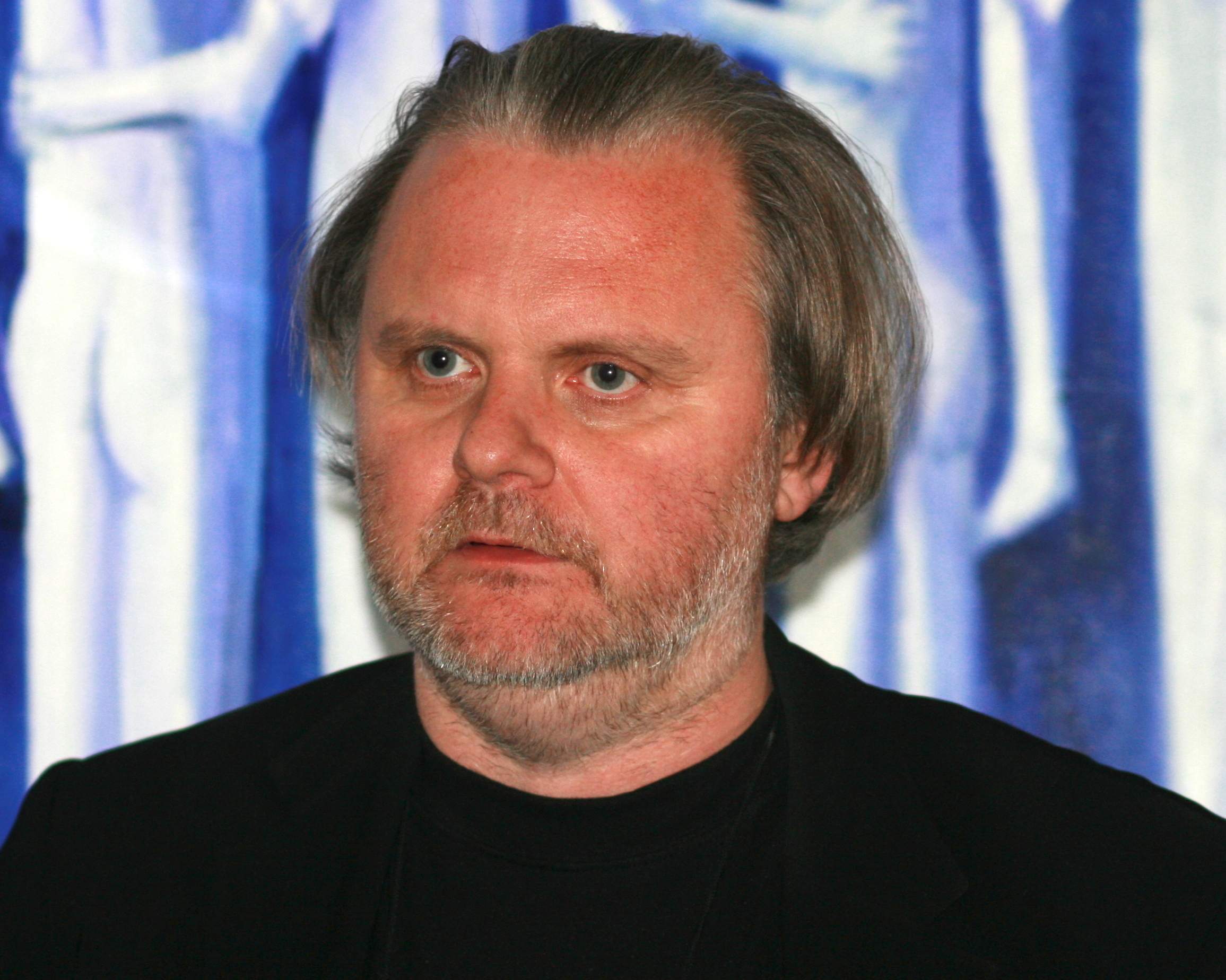
Jon Fosse
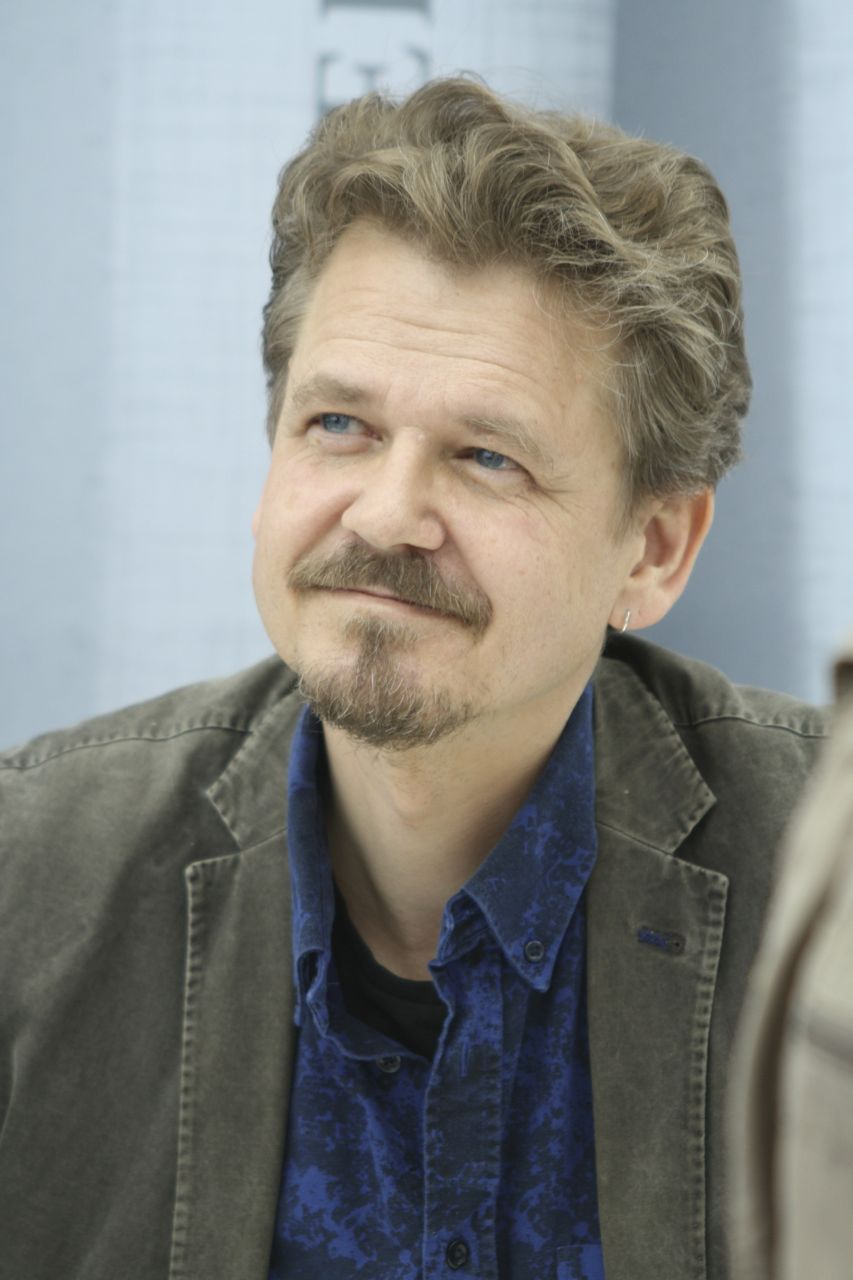
Kim Leine
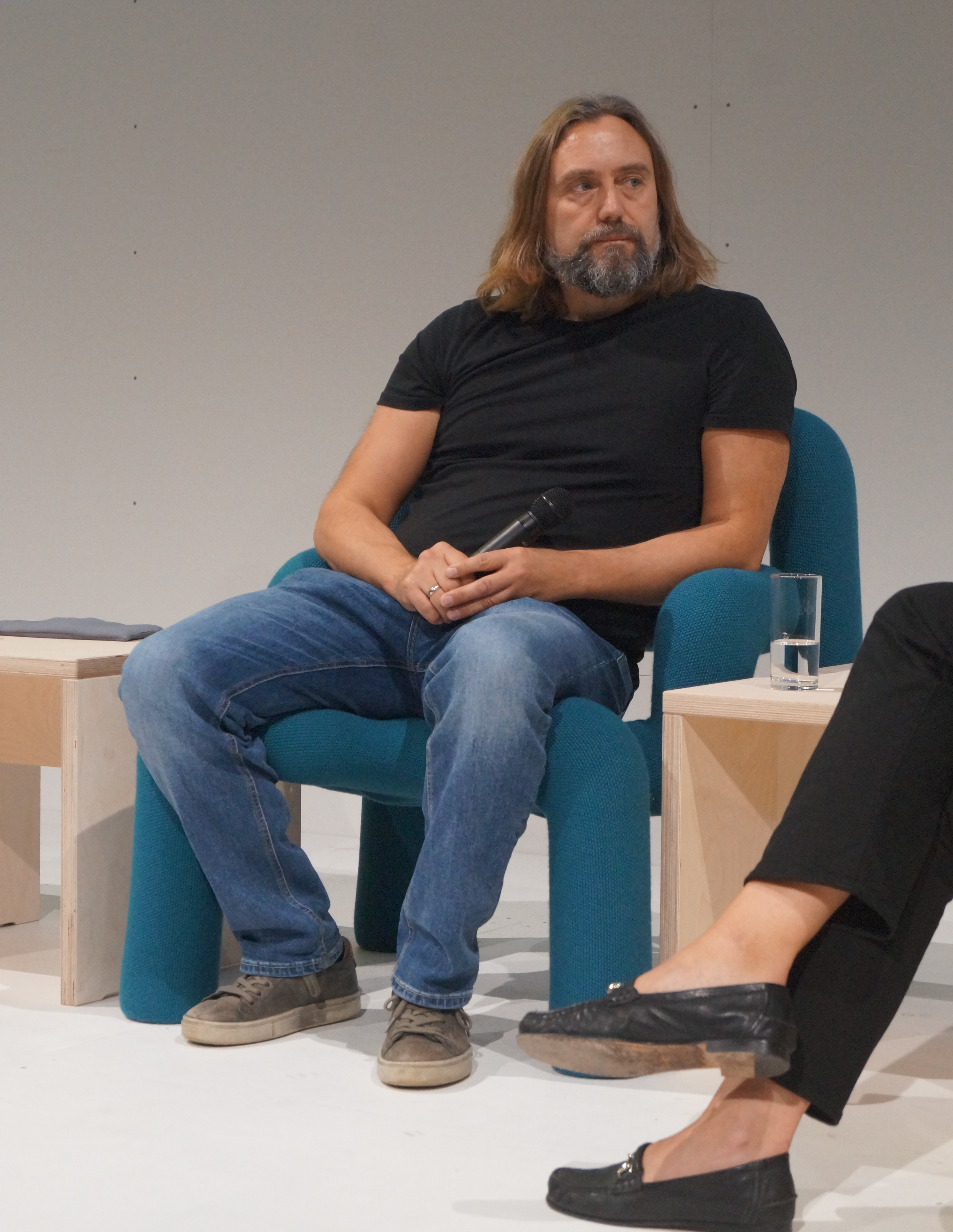
Carl Frode Tiller

## Théâtre
- Théâtre norvégien
- Dramaturges norvégiens : Henrik Ibsen (1828-1906), Jon Fosse (1959-)
- Pièces de théâtre norvégiennes
  - dont Peer Gynt (1866), Hedda Gabler (1890), Solness le constructeur (1892), Quand nous nous réveillerons d'entre les morts (1899)
- Salles de théâtre : Nationaltheatret, Det Norske Teatret, Teatret Vårt
- Prix Hedda (depuis 1998)

## Auteurs
- Liste de scaldes scandinaves (en)
- Liste d'écrivains norvégiens par siècle (en)
- Liste d'auteures norvégiennes (en)
- Écrivains norvégiens, Association des écrivains de Norvège
- Auteurs norvégiens de roman policier
- Auteurs norvégiens de littérature d'enfance et de jeunesse
- Théâtre : Dramaturges norvégiens

### Sélection d'auteurs contemporains
- Bergljot Hobæk Haff (1925-2016)
- Kjell Askildsen (1929-2021)
- Stein Mehren (1935-2017)
- Bjørg Vik (1935-2018)
- Hans Herbjørnsrud (1938-2023)
- Jan Erik Vold (1939)
- Knut Faldbakken (1941)
- Dag Solstad (1941)
- Herbjørg Wassmo (1942)
- Kjartan Fløgstad (1944)
- Lars Norén (1944)
- Gunnar Staalesen (1947)
- Jostein Gaarder (1952)
- Per Petterson (1952)
- Jan Kjærstad (1953)
- Grete Kleppen (1953)
- Lars Saabye Christensen (1953)
- Roy Jacobsen (1954)
- Jon Fosse (1959)
- Kim Leine (1961)
- Mona Høvring (1962)
- Lene Lauritsen Kjølner (1962)
- Øyvind Rimbereid (en) (1966)
- Karl Ove Knausgård (1968)
- Erlend Loe (1969)
- Carl Frode Tiller (1970)

## Œuvres
- Rune, pierre runique, liste de pierres runiques en Norvège
- Œuvres littéraires norvégiennes
  - Romans norvégiens, Pièces de théâtre norvégiennes
  - Traductions de la Bible en Norvège (en)
- Bibliotheca Norvegica (en) (1899 et 1924)
- Eufemiavisorna (en) (vers 1300), adaptations en suédois/norvégien/danois médiévaux de trois romans médiévaux européens
- Saga of Harald Fairhair (en) (vers 1220)
- Heimskringla, de Snorri Sturluson (1179-1241)
- Karlamagnús saga (vers 1270), Saga de Charlemagne

## Institutions
- Cercle norvégien du livre
- Académie norvégienne de langue et de littérature
- Association des écrivains de Norvège
- Association des écrivains de non-fiction et des traducteurs de Norvège (en)
- Festival norvégien de littérature (en) (Lillehammer, depuis 1995)
- Festival Bjørnson (Molde et Nesset)
- Festival international de poésie d'Oslo (en) (1985 et 1986)
- Prix littéraires en Norvège (plus de cinquante en version norvégienne)
  - Anvil Award, Prix Aschehoug (en), Prix Bastian, Prix Brage
  - Prix Cappelen, Prix Dobloug, Emmausprisen, Gyldendal's Endowment
  - Halldis Moren Vesaas Prize, Herman Wildenvey Poetry Award
  - Mads Wiel Nygaard's Endowment, Melsom Prize
  - NBU-prisen, Norwegian Academy of Literature and Freedom of Expression, Norwegian Academy Prize in memory of Thorleif Dahl
  - Prix des libraires norvégiens, Prix de la critique norvégienne de littérature (en), Prix Ibsen norvégien (en), Prix de la littérature nynorske
  - Riksmål Society Literature Prize, Prix Riverton, Tarjei Vesaas' debutantpris
- Grand prix de littérature du Conseil nordique
- Projet Runeberg
- Bibliotheca Norvegica (en) (1899-1924)